# Кизил (пещеры)
Пещеры Кизил (кит. трад. 克孜尔千佛洞, упр. 克孜爾千佛洞, пиньинь Kèzī’ěr Qiānfódòng — «Пещеры тысячи будд в Кизиле»; уйг. قىزىل مىڭ ئۆي, Qizil Ming Öy, Қизил Миң өй  — «Тысяча красных домов») — комплекс вырубленных в скалах буддийских пещер, расположенных вблизи городка Кизил в уезде Бай Синьцзян-Уйгурского автономного района Китая. Расположены на северном берегу реки Музарт 65 км (75 км по дороге) к западу от Кучи. Этот район был коммерческим центром Великого шёлкового пути. Пещеры Кизил считаются первым крупным буддийским пещерным комплексом в Китае, развитие которого происходило между III и VIII веками.

## Пещеры
Пещерный комплекс Кызыл является крупнейшим из древних буддийских пещер, связанных с древним тохарским царством Куча, а также самым большим пещерным комплексом в Синьцзяне. К похожим пещерным комплексам в регионе Куча относятся пещеры Кумтура и пещеры Симсим.

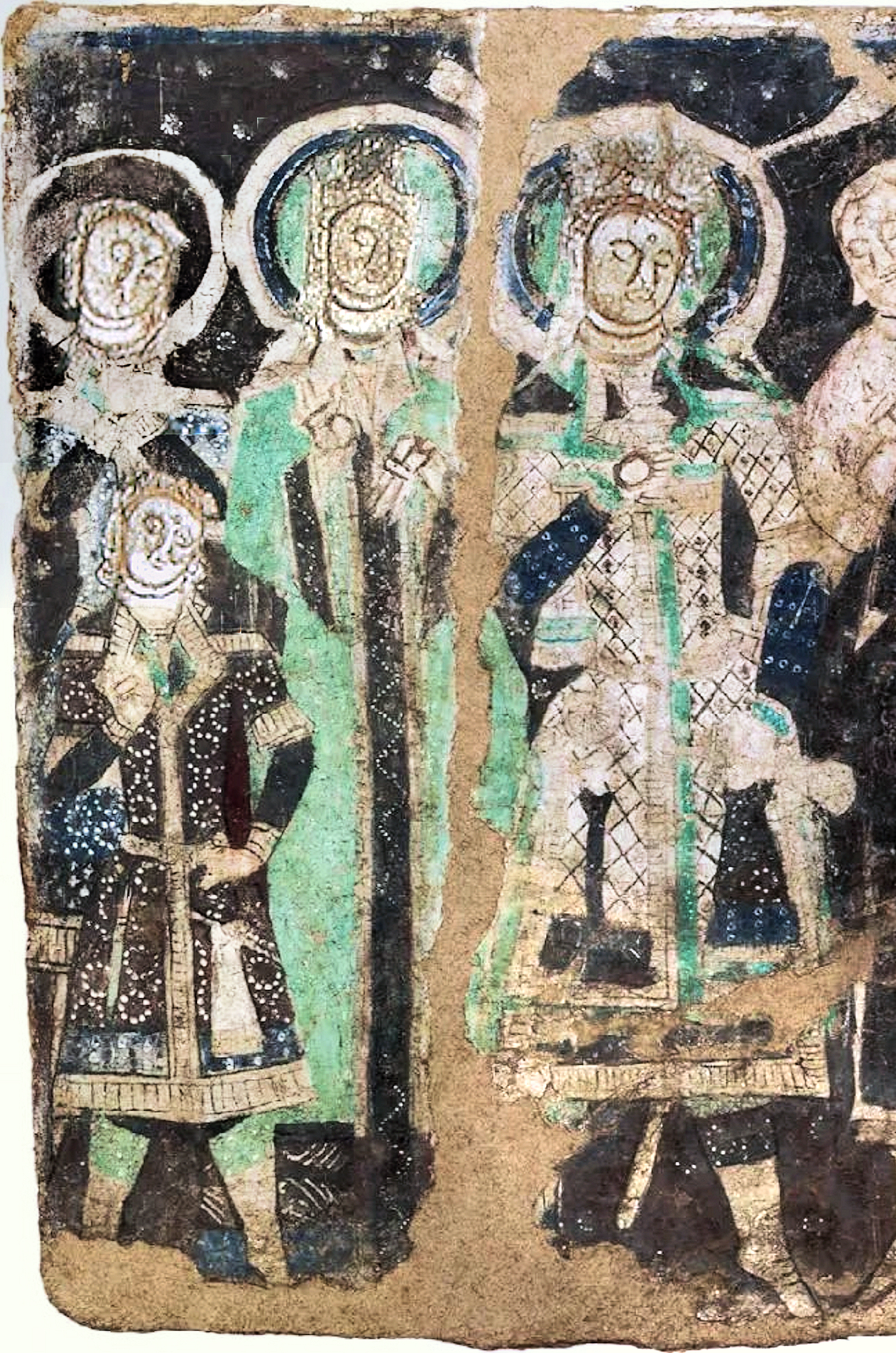
Тохарская королевская семья (король Тоттика, королева и молодой светловолосый принц), Кизил, пещера 17 (входная стена, нижняя левая панель). Эрмитаж.

В Кизиле 236 пещерных храмов, высеченных в скале с востока на запад на протяжении 2 км. Из них 135 всё ещё относительно нетронуты. Самые ранние пещеры датированы, частично на основании данных радиоуглеродного анализа, примерно 300 годом. Большинство исследователей считают, что пещеры были, вероятно, заброшены где-то в начале VIII века, после того, как влияние империи Тан достигло этой области. В Кизиле были обнаружены документы, написанные на тохарских языках, и в некоторых из пещер есть тохарские надписи, в которых указаны имена нескольких правителей.
Во многих пещерах имеется центральная колонна, играющая роль ступы, вокруг которой могут ходить паломники. Большая сводчатая камера расположена перед колонной, а задняя камера меньшего размера позади неё с двумя туннельными коридорами по сторонам, соединяющим эти пространства. В передней камере трёхмерное изображение Будды размещалось в большой нише, служащей центром интерьера, однако ни одна из этих скульптур в Кизиле не сохранилась. Задняя камера может содержать сцену паринирваны в виде фрески или большой скульптуры, а в некоторых случаях — комбинацию обоих.
Есть три других типа пещер: квадратные пещеры, пещеры с большим изображением и монашеские кельи (кути). Около двух третей пещер представляют собой кути, которые являются жилыми помещениями монахов и кладовыми, и в этих пещерах нет росписей.

## Росписи

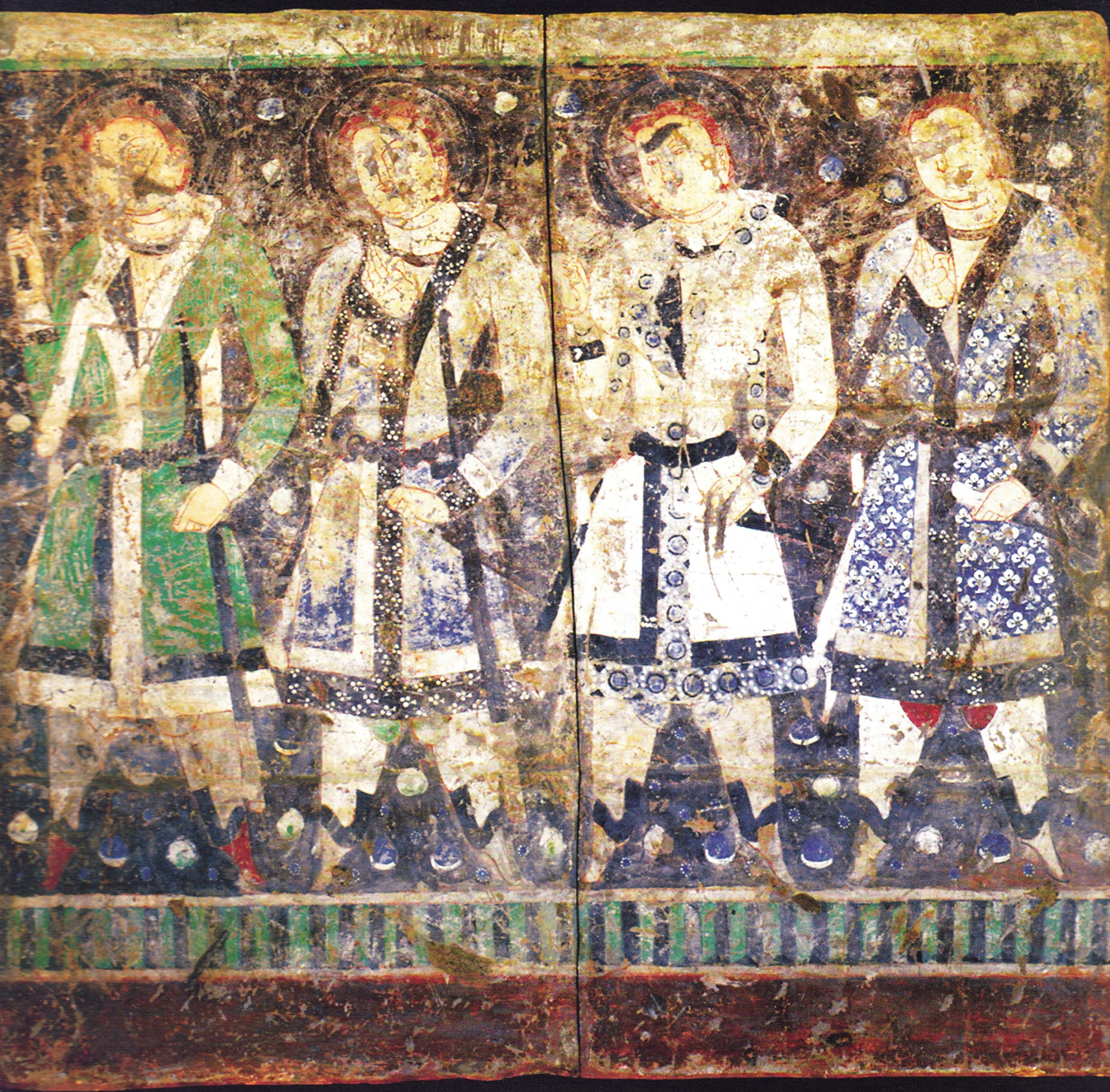
Тохарские донорские фигуры, пещера 8

В 1906 году немецкая экспедиция Альберта фон Лекока и Альберта Грюнведеля исследовала пещеры Кизил. В то время как Грюнведель был в первую очередь заинтересован в копировании росписей, фон Лекок решил удалить многие из них. Большая часть извлечённых фрагментов находится в настоящее время в Музее азиатского искусства (бывший Музей индийского искусства) в Далеме, Берлин. Другие исследователи также удалили некоторые фрагменты росписей, и теперь их можно найти в музеях России, Японии, Кореи и США. Хотя этот памятник был повреждён и разграблен, сохранилось около 5000 квадратных метров настенных росписей. Эти росписи в основном изображают истории джатаки, аваданы и легенды о Будде и являются художественным представлением в традициях школы хинаяны сарвастивады.
Согласно тексту, найденному в Куче, росписи в некоторых из пещер были заказаны тохарским царём по имени Мендр по совету высокопоставленного монаха Анандавармана. Царь приказал индийскому художнику Нараваханадатте и сирийскому художнику Прийаратне вместе со своими учениками расписать пещеры. Соседние хотанские цари Виджаявардхана и Мурлимин также помогли с росписью другой пещеры, отправив туда художников.
Примечательной особенностью росписей в Кизиле является широкое использование голубых пигментов, включая ценный ультрамариновый пигмент, полученный из лазурита из Афганистана. В классификации искусства региона Эрнста Вальдшмидта, выделяются три различных периода: росписи первой фазы характеризуются использованием красноватых пигментов, в то время как для росписей второй фазы в изобилии использовались голубоватые пигменты. Более ранние росписи отражают больше греко-индийских или гандхарских влияний, в то время как более поздние показывают иранские (сасанидские) влияния. В более поздних пещерах содержится меньше легенд и / или джатак, их заменяют повторяющиеся рисунки многочисленных маленьких Будд (так называемый мотив тысячи будд) или сидящих Будд с нимбами. Росписи первых двух фаз не содержат китайских элементов. Последняя фаза, тюрко-китайский период, наиболее выражен в районе Турфана, но в Кизиле есть только две пещеры, где заметно влияние китайской династии Тан.
Другой характерной особенностью кизилских пещер является разделение на ромбовидные блоки в сводчатых потолках главного помещения многих пещер. Внутри этих ромбовидных фигур изображены буддийские сцены, во многих слоях друг над другом, чтобы показать повествовательные последовательности сцен.

## Галерея

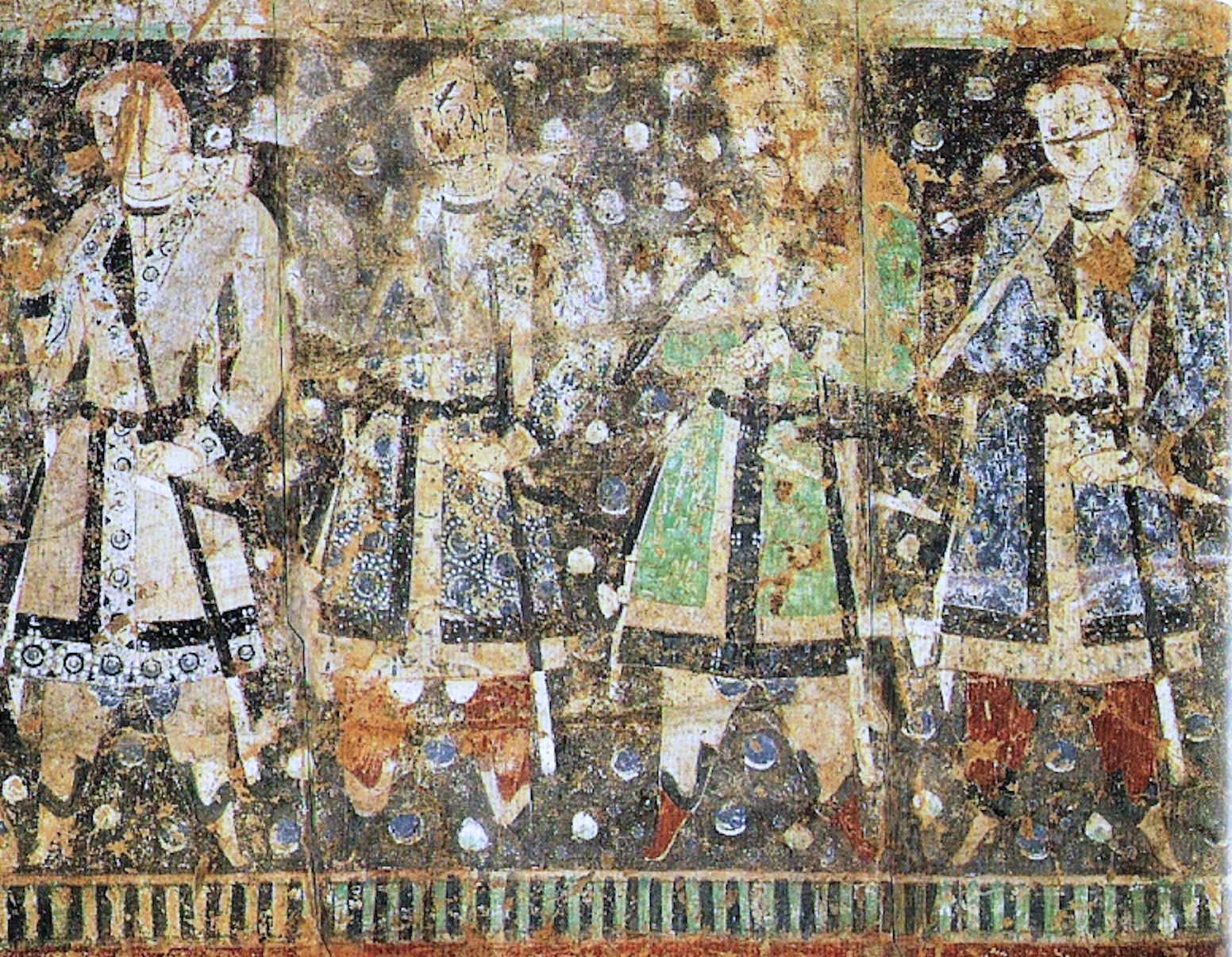
Тохарские донорские фигуры
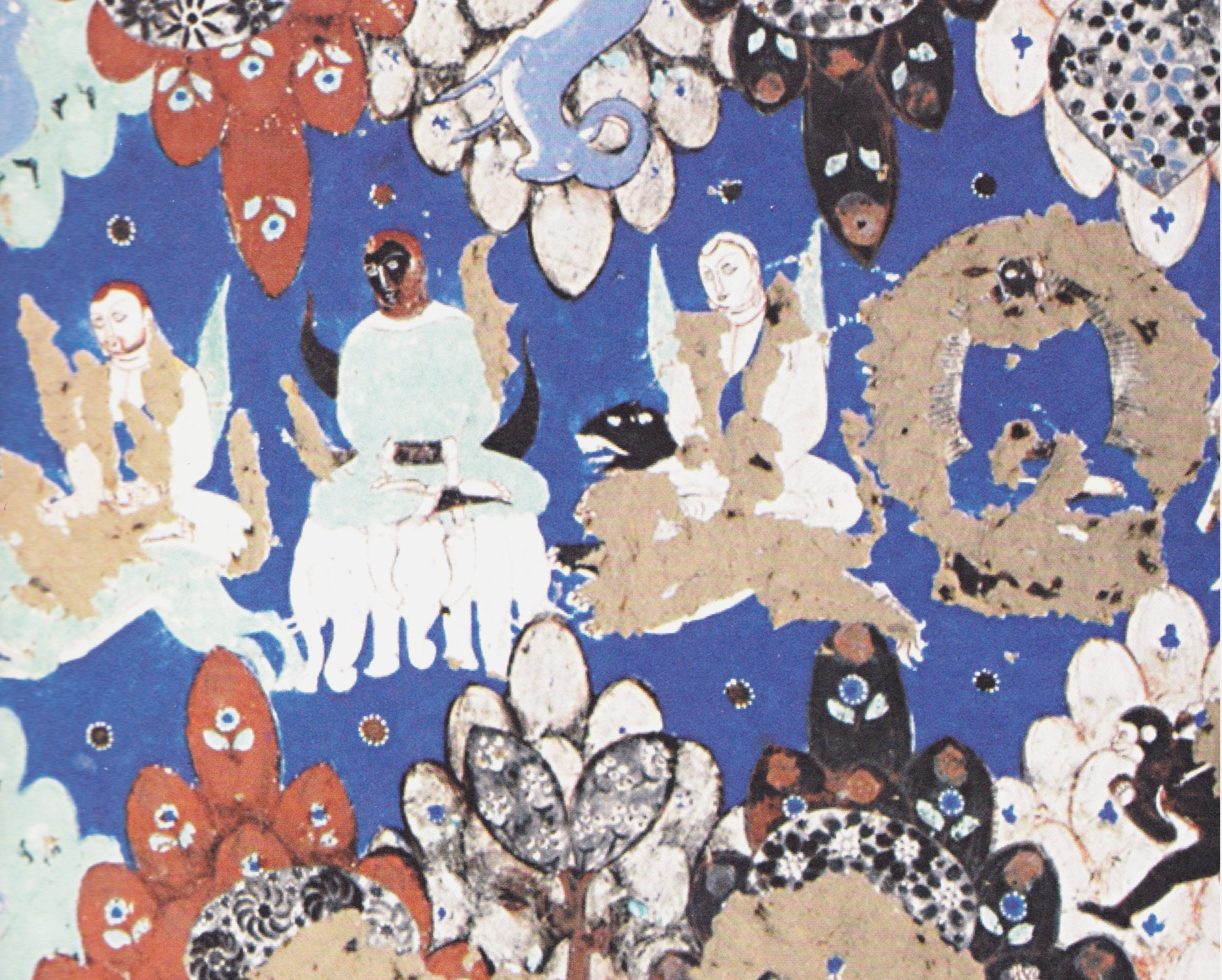
Росписи в ромбовидных блоках, характерных для пещер Кизил
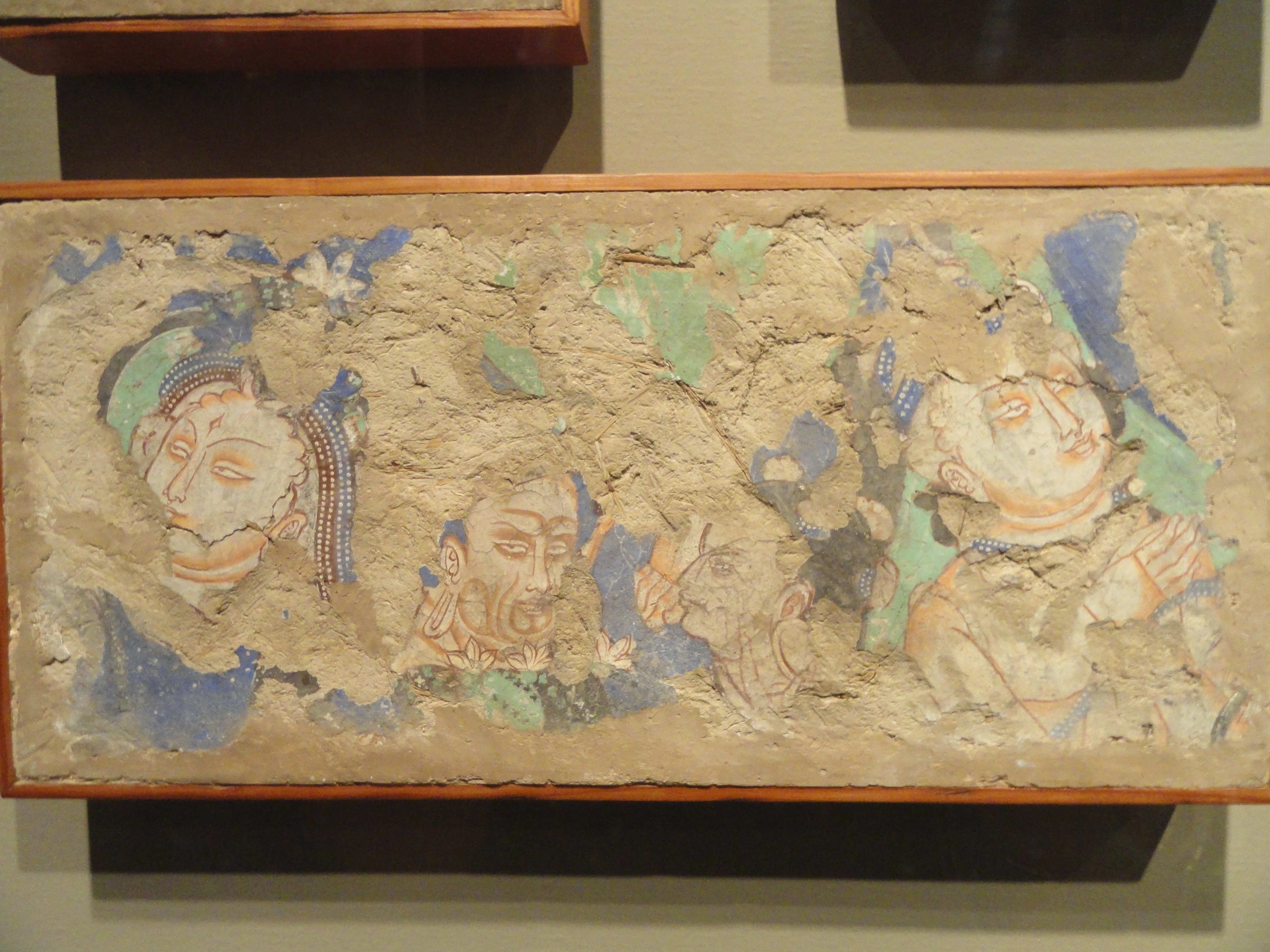
Фрагменты росписи
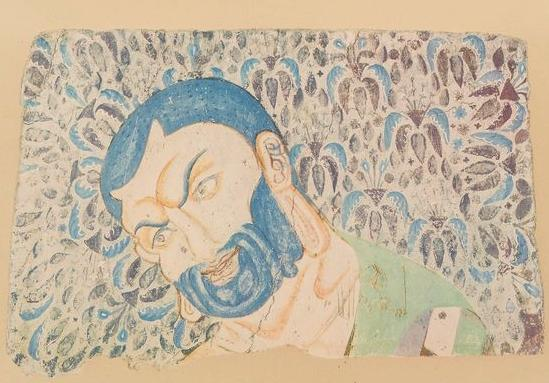
Голова Махакашьяпы
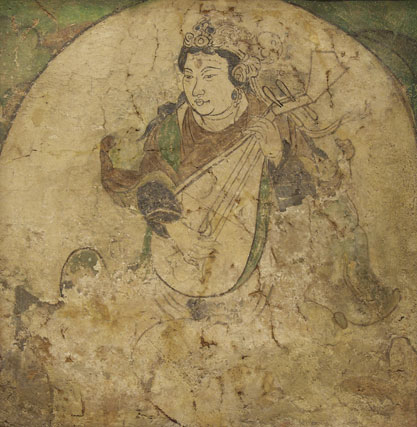
Апсара играет на пипе. Династия Тан.
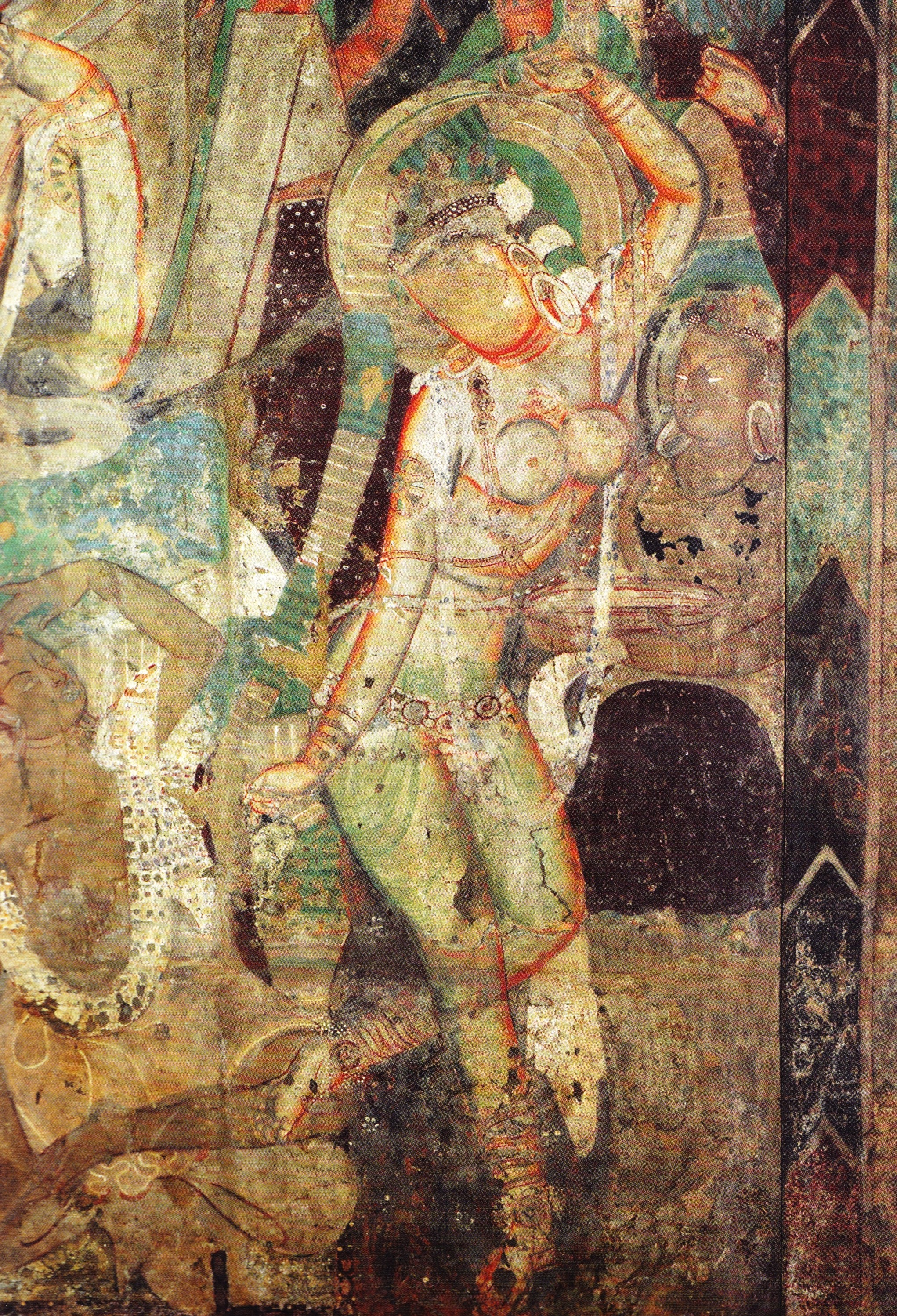
Танец принцессы Чандрапрабх, пещера 83
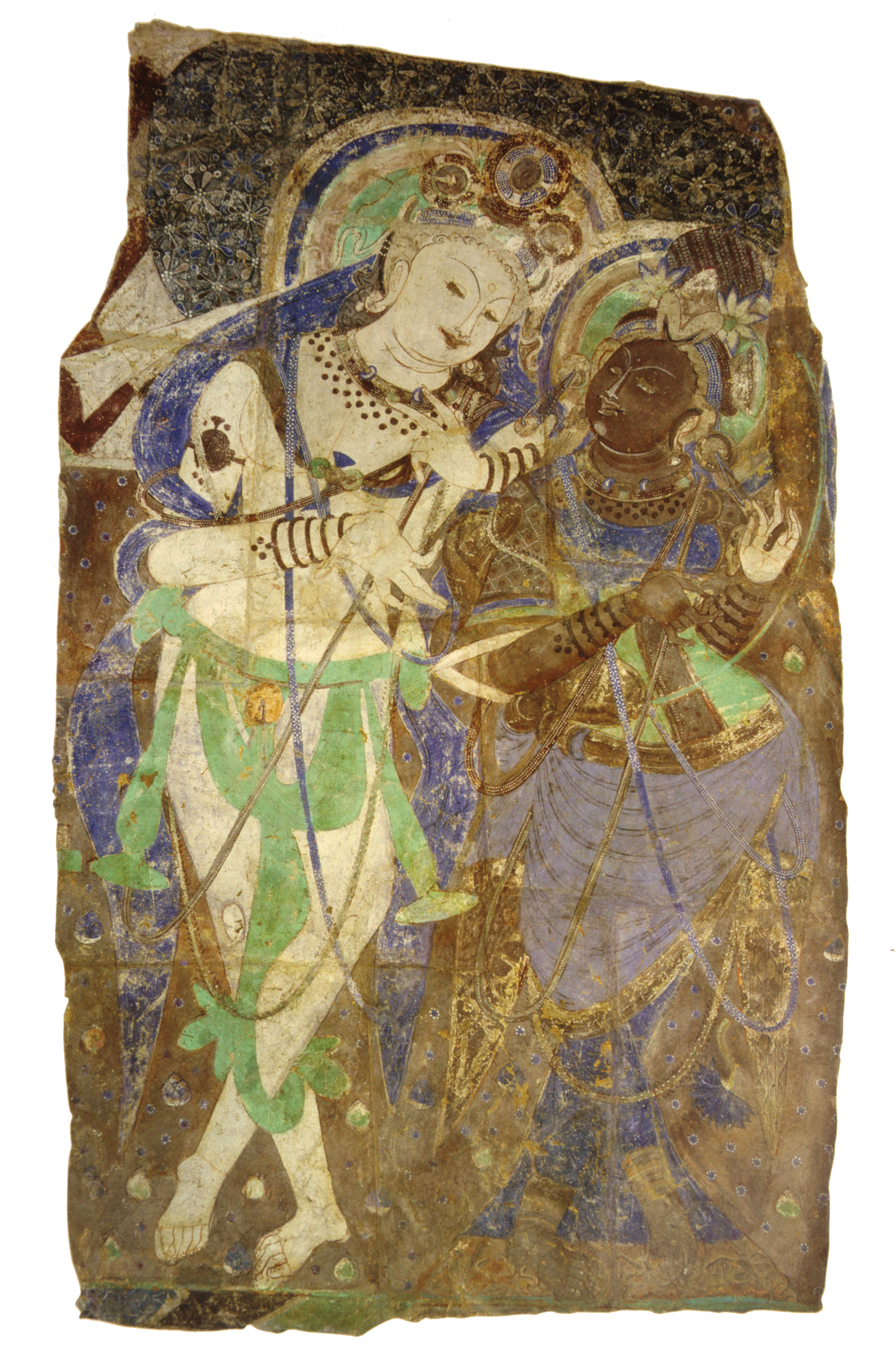
Богиня и небесный музыкант
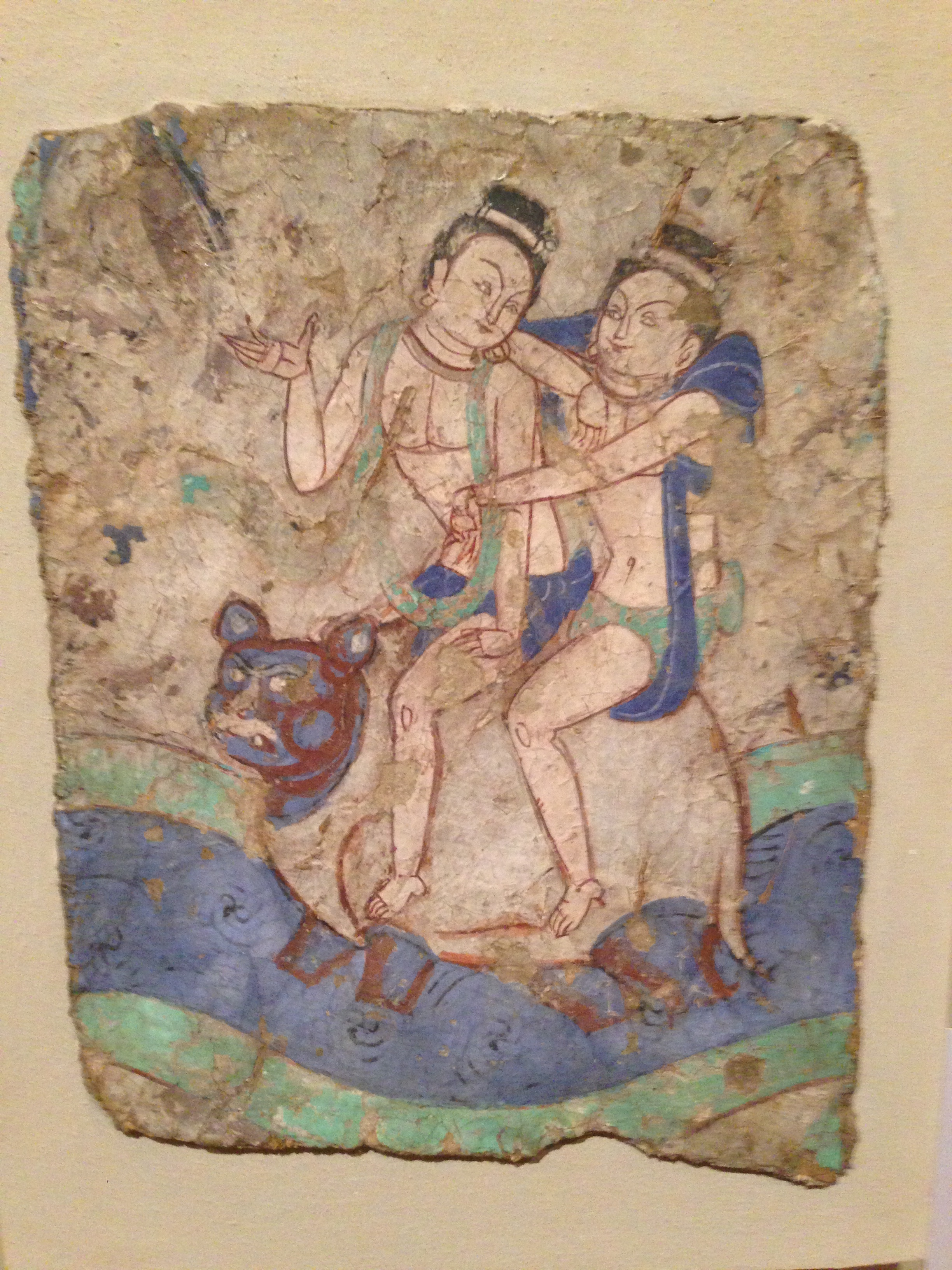
Король черепах из сказок Джатаки, Эрмитаж
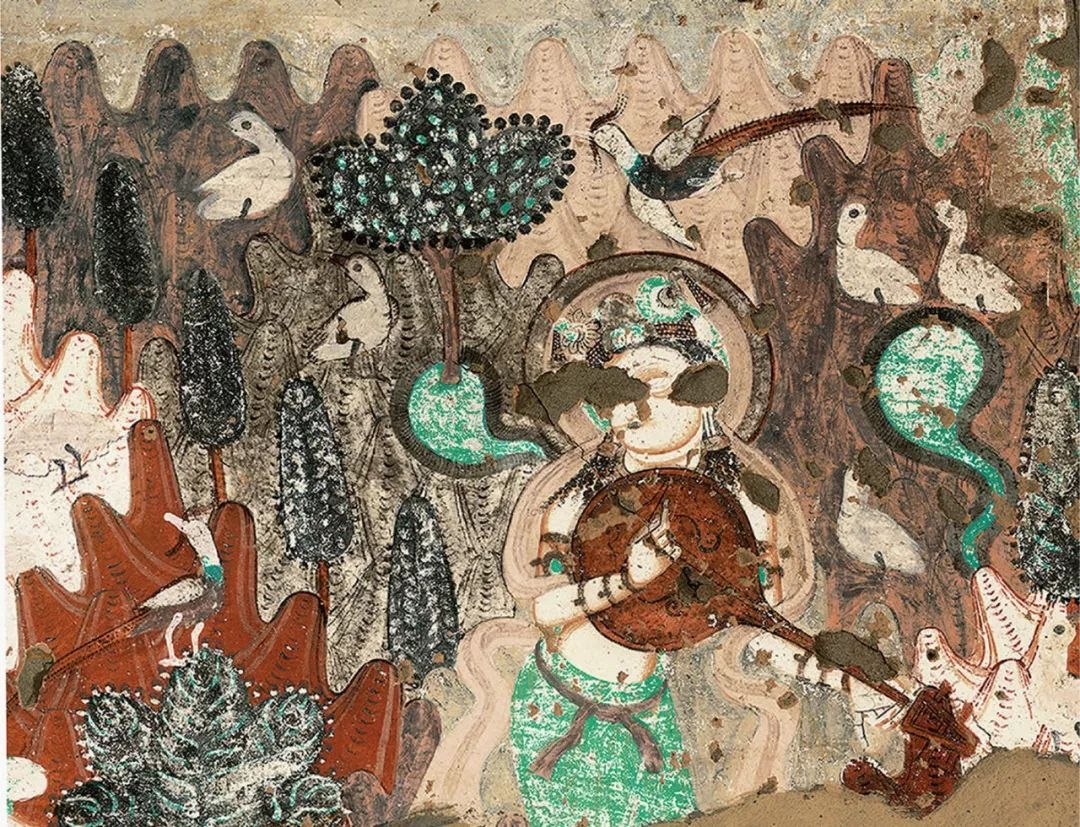
Пещера Гиппокампа, деталь потолка
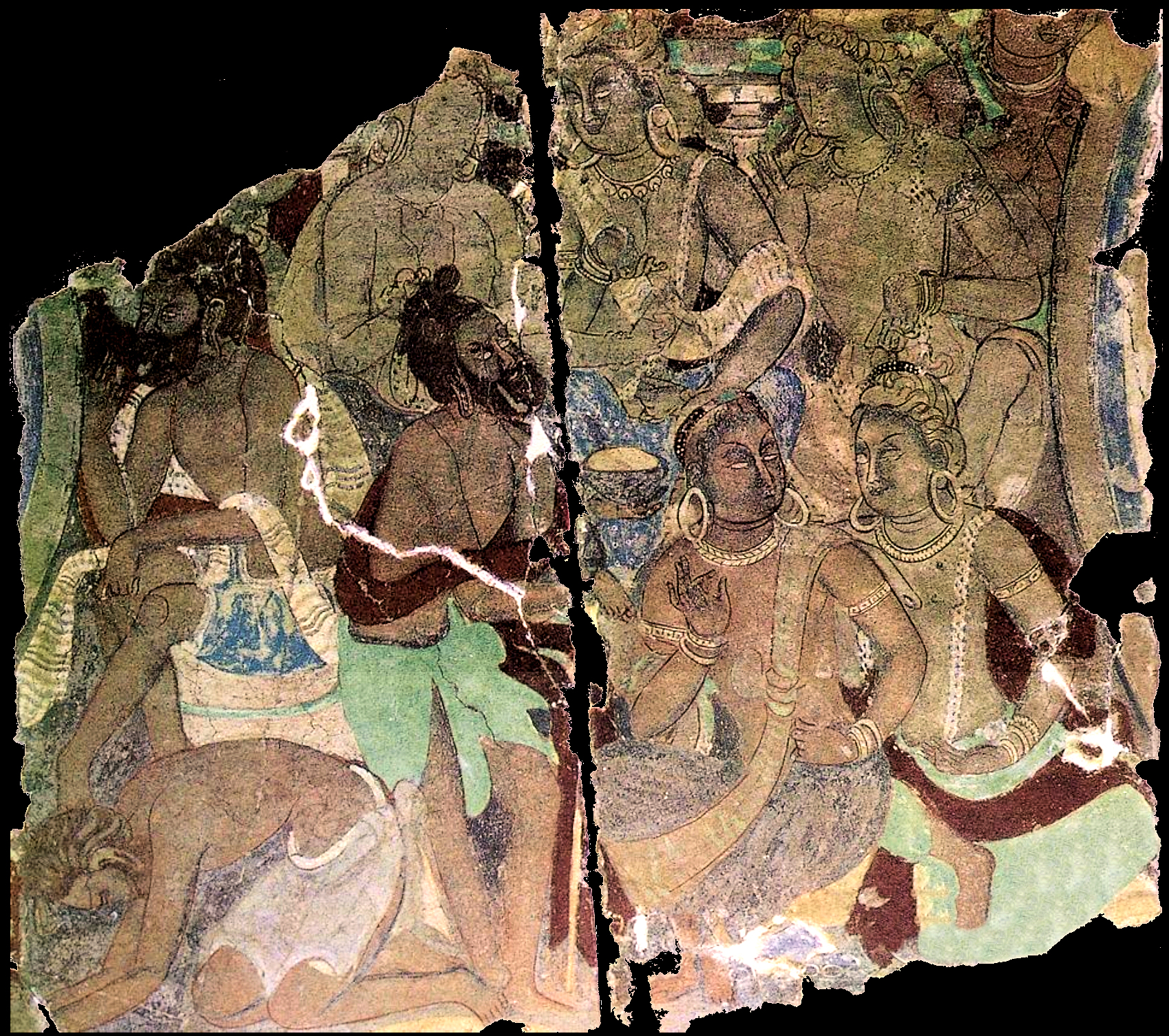
Люди вокруг Будды, пещера 84
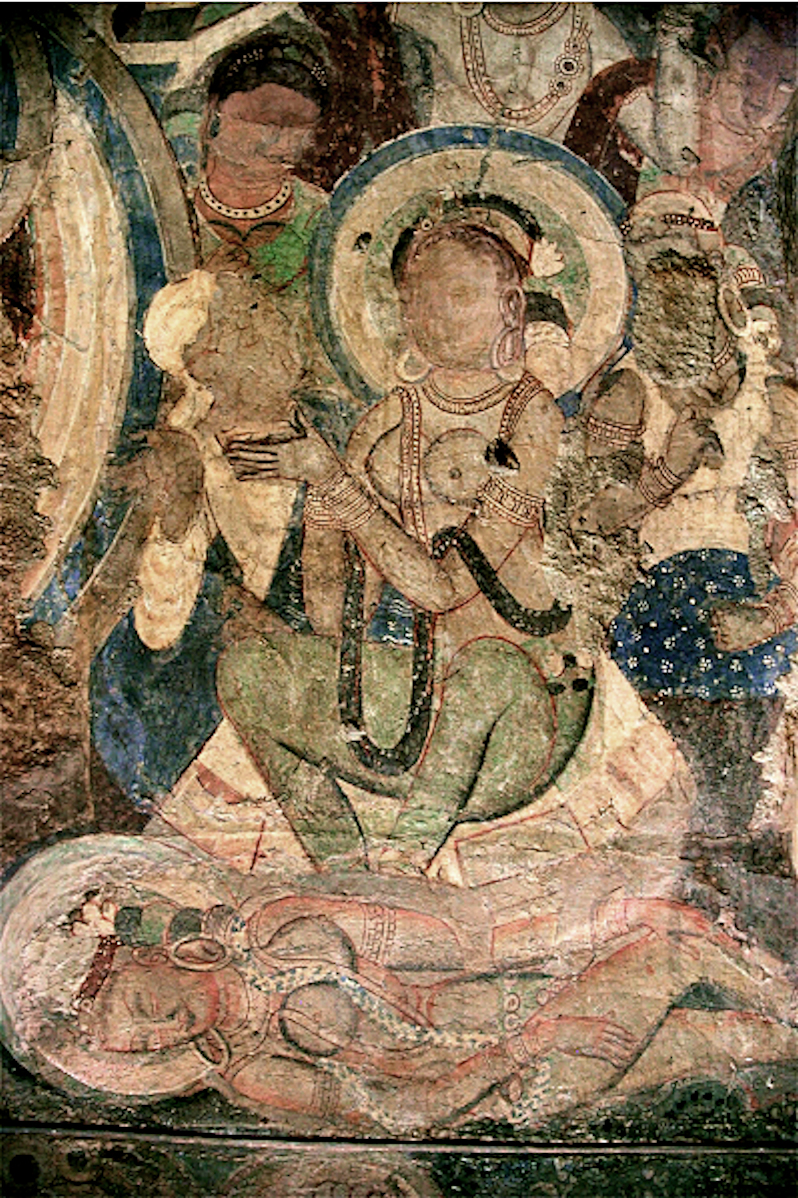
Служитель, пещера 84
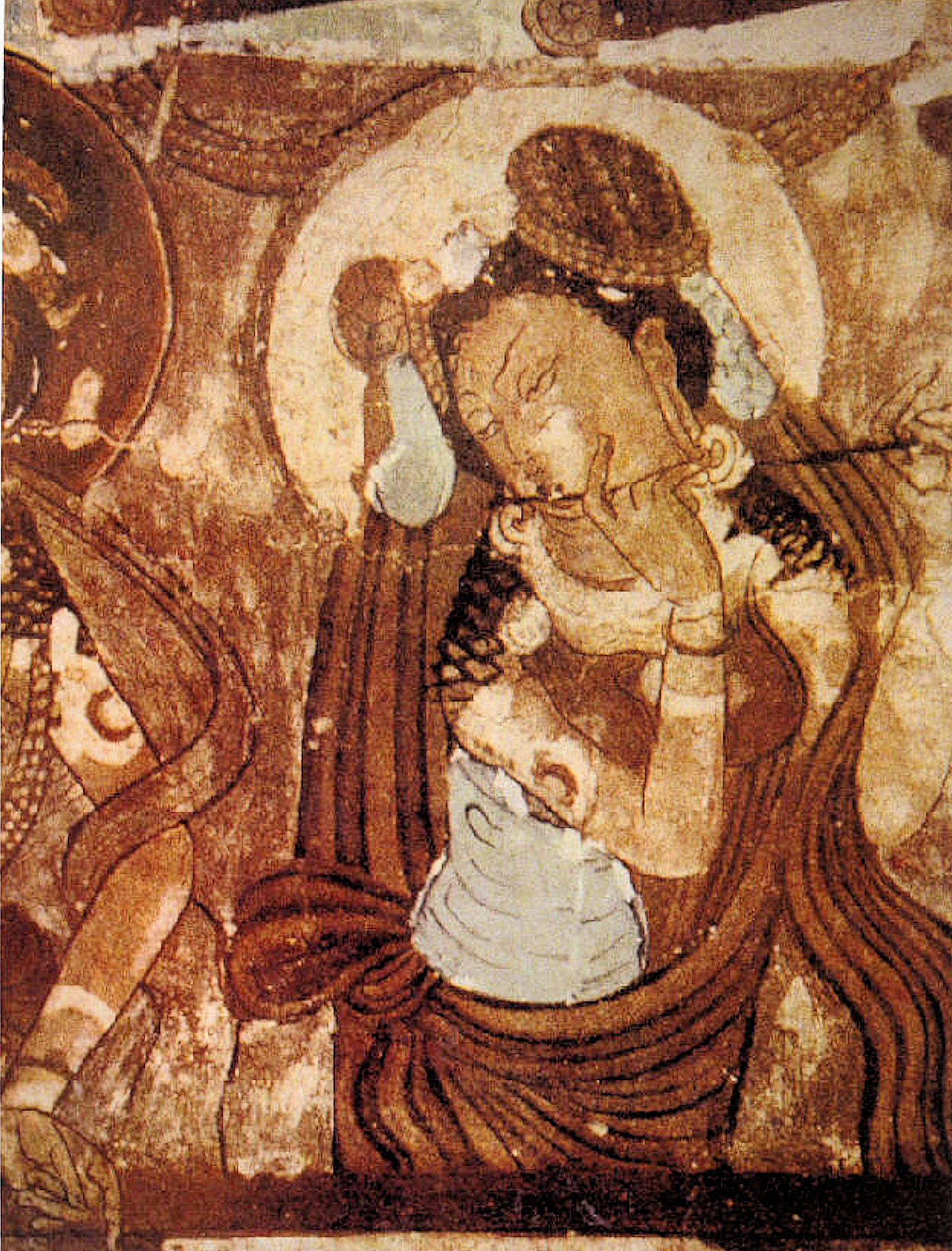
Фрагмент музыканта, пещера 76
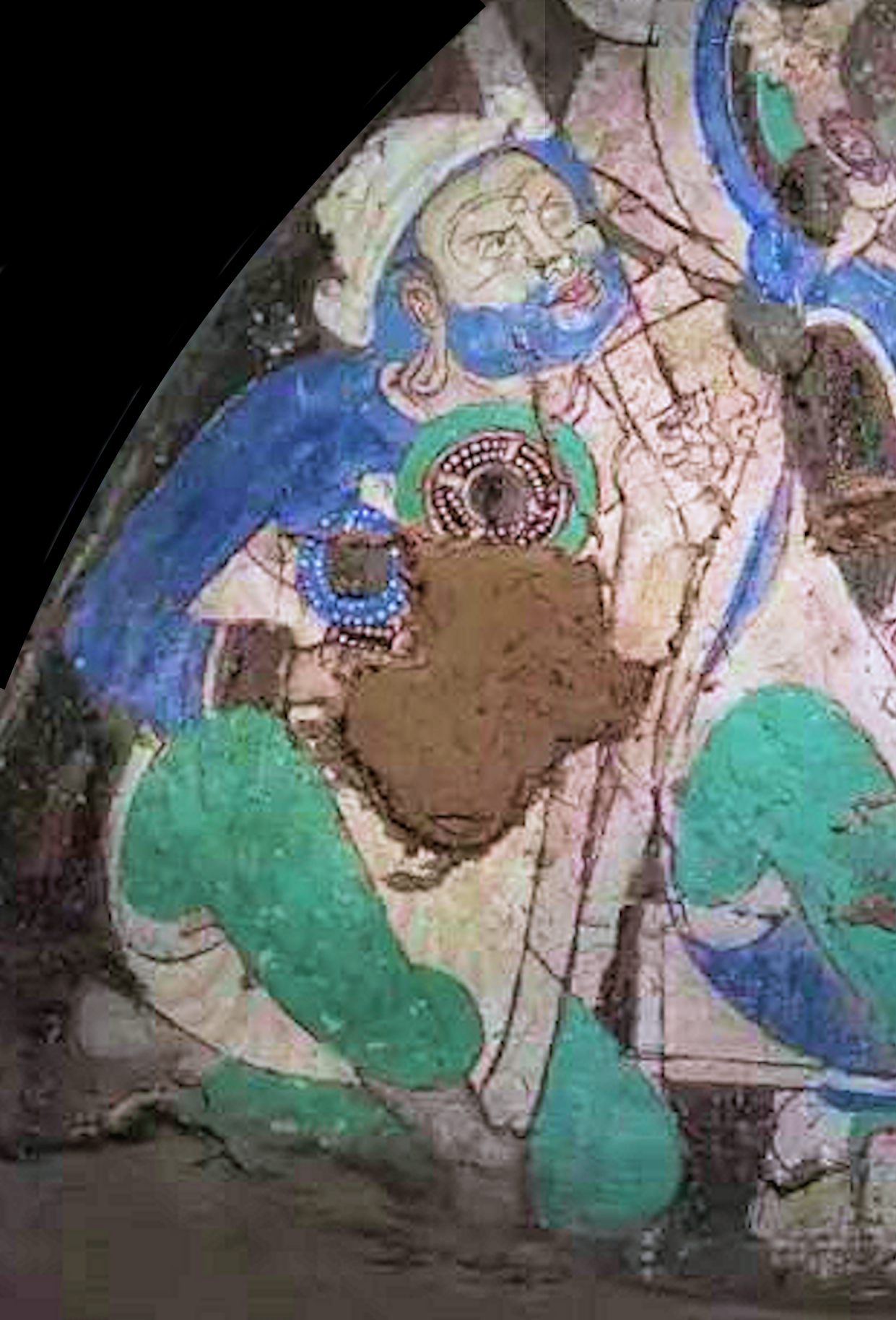
Иностранец из Средней Азии поклоняется Майтрее, пещера 188
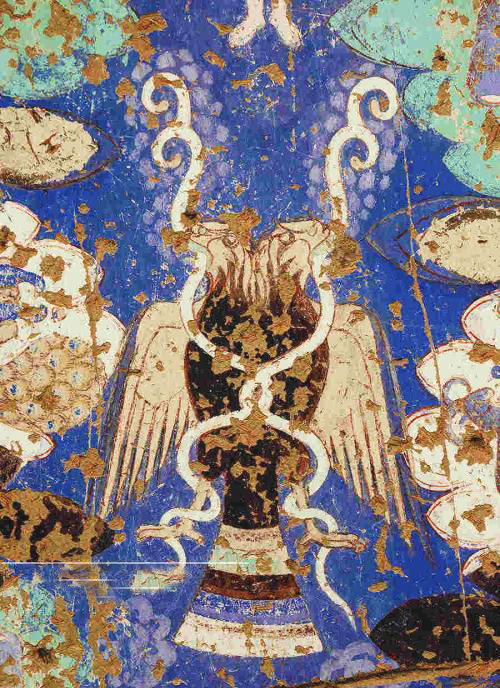
Двухголовая птица Дживаживака в сине-зелёном стиле. Кизилская пещера 38
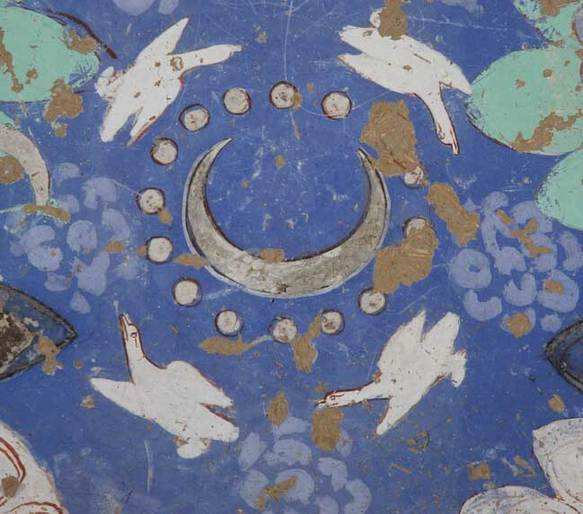
Пещера 38, символ луны
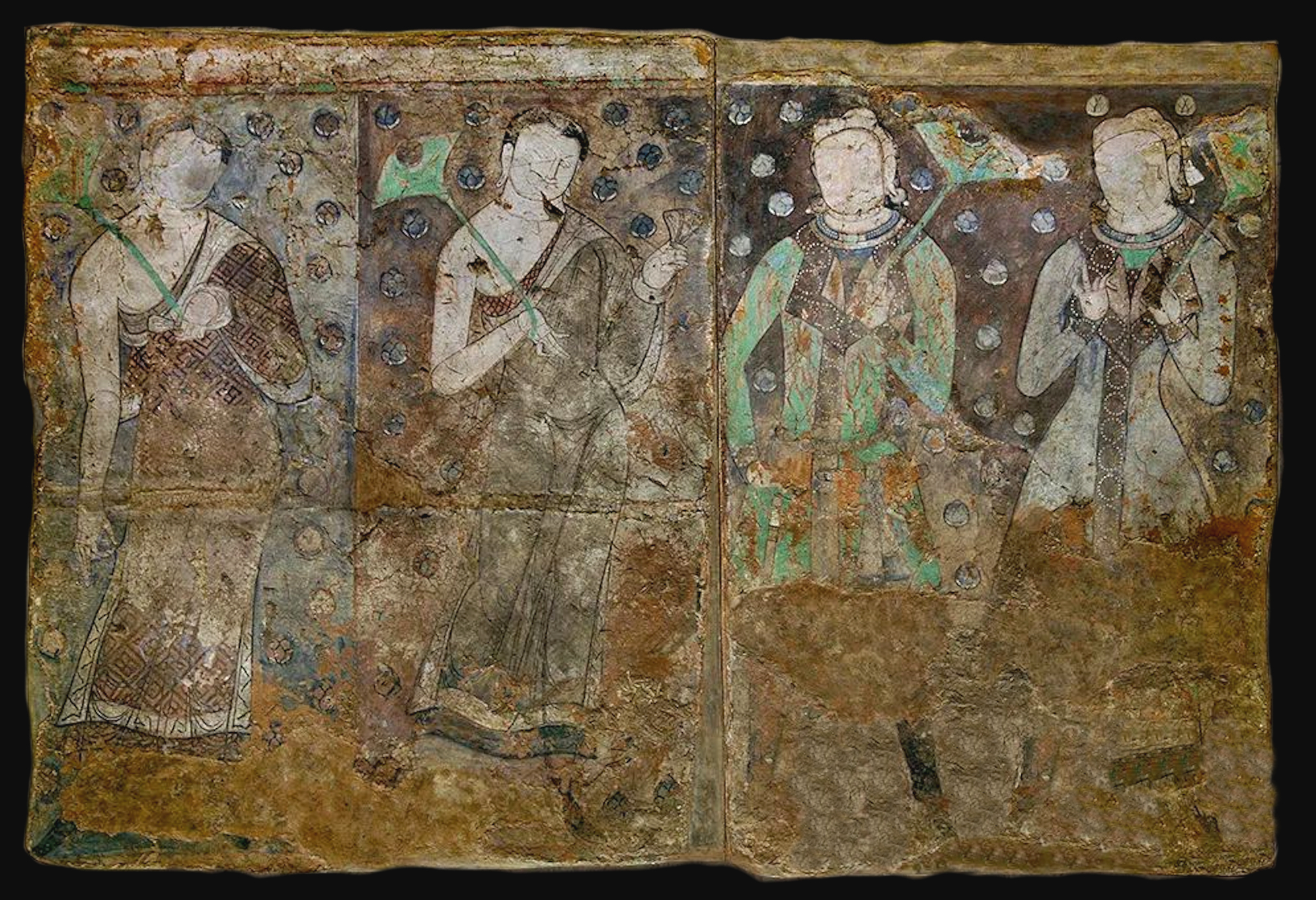
Монахи и доноры, пещера 199
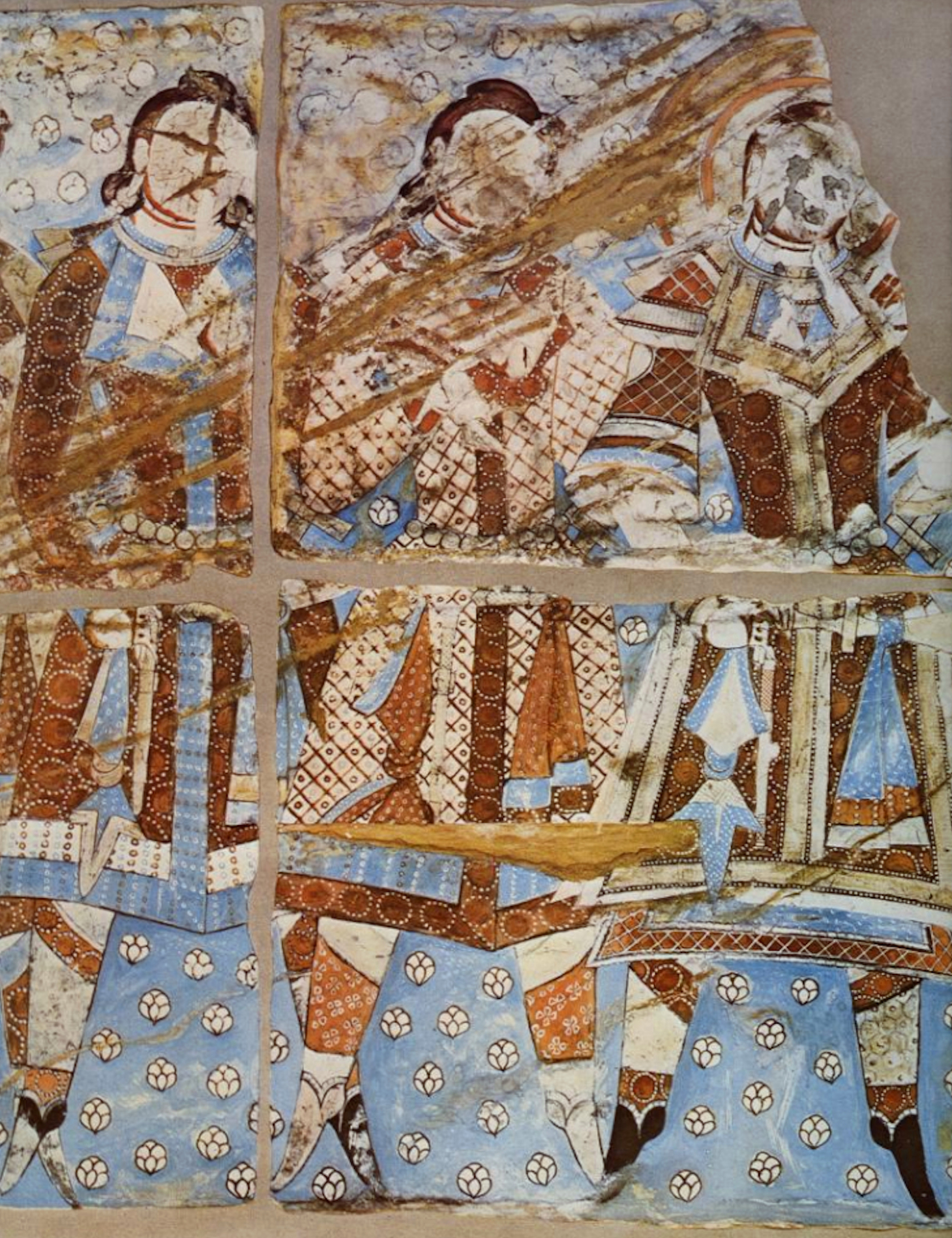
Фрески с принцами, пещера 199
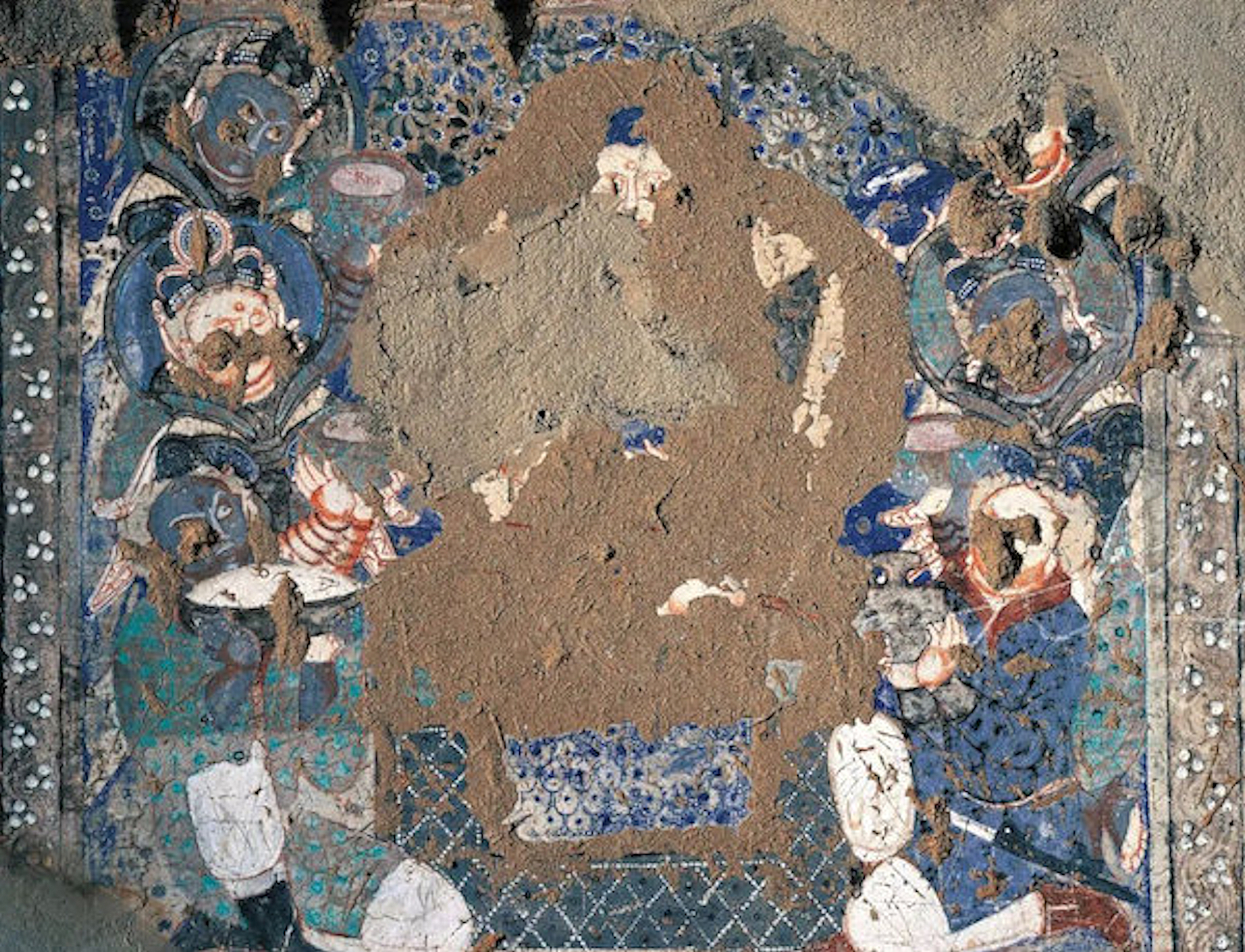
Донор (справа) делает подношение Будде, пещера 110
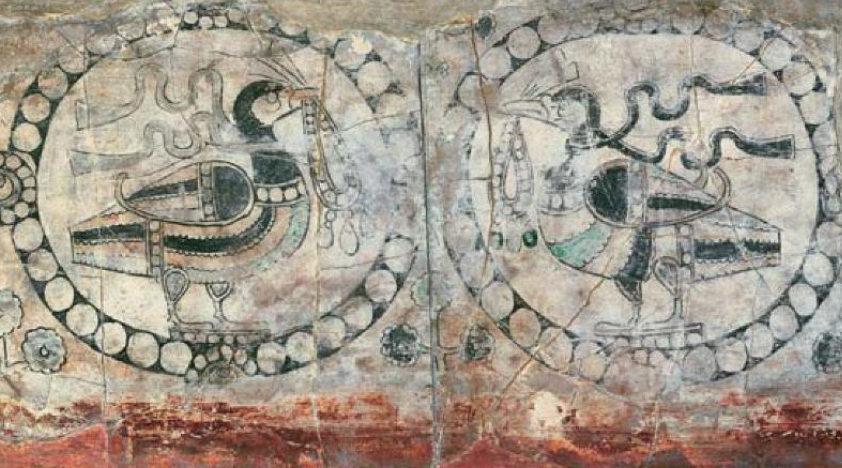
Медальоны в сасанидском стиле в пещере 60, пещеры Кизил
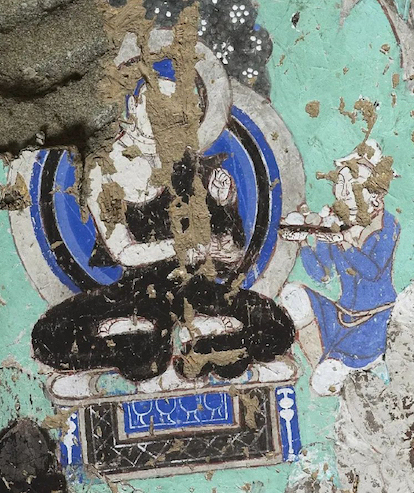
Торговец совершает посвящение Будде, пещера 38
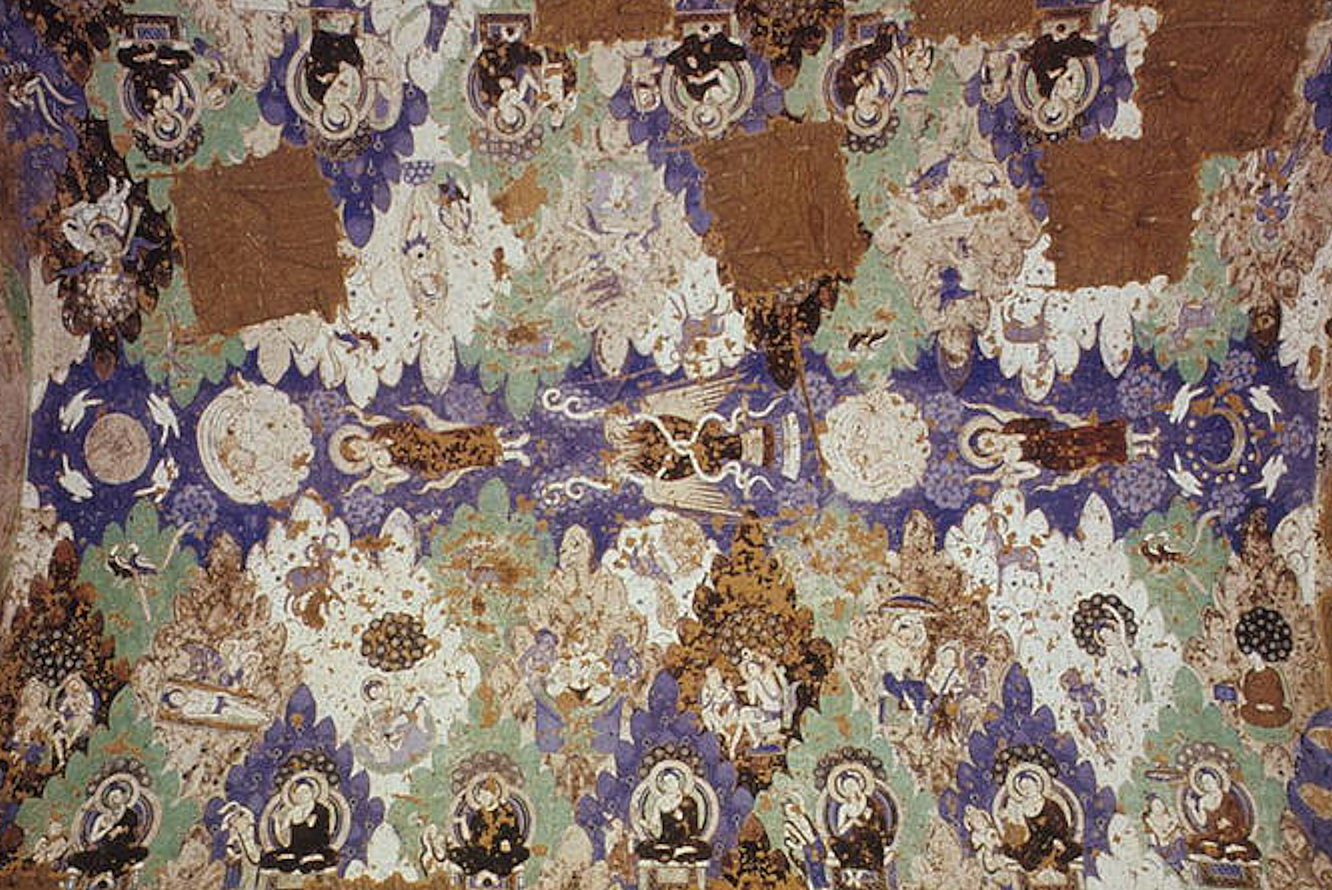
Кизилская пещера 38, потолок
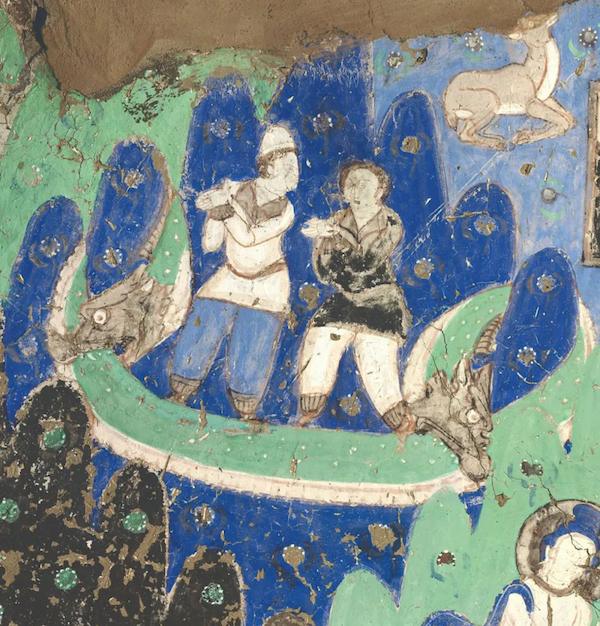
Король-дракон Маби спасает торговцев, пещера 14, пещеры Кизил
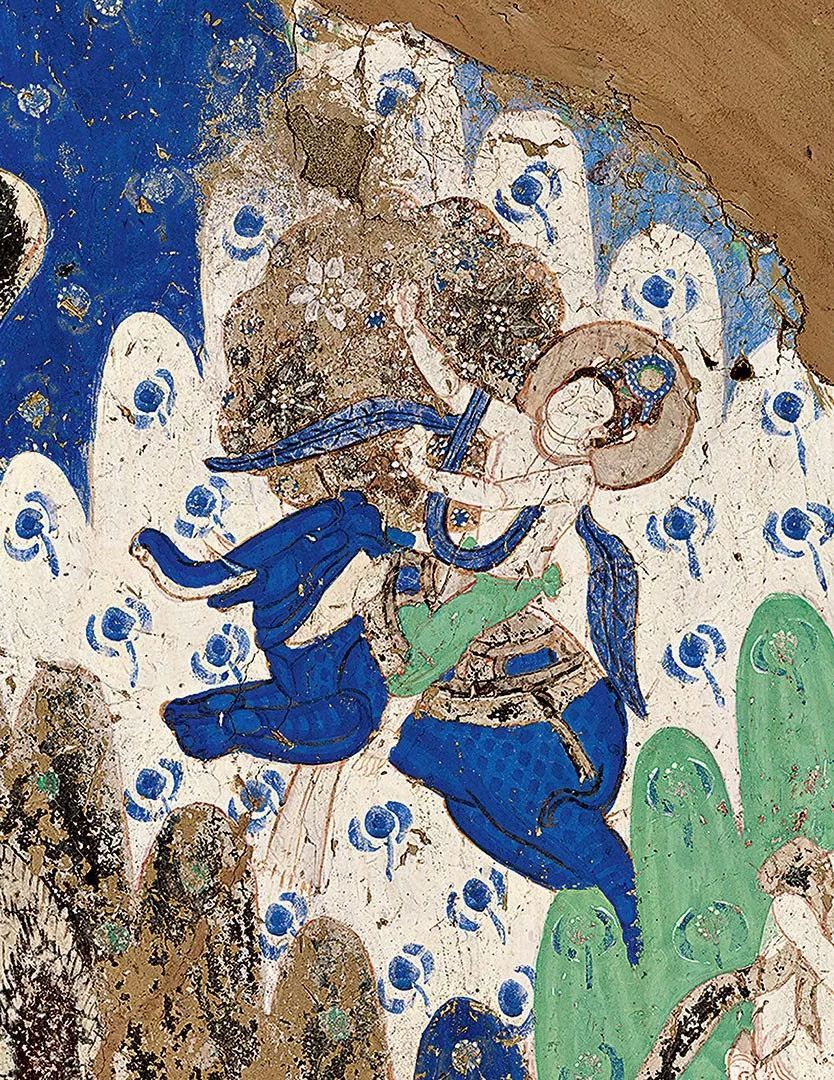
Божество на слоне, пещера 14
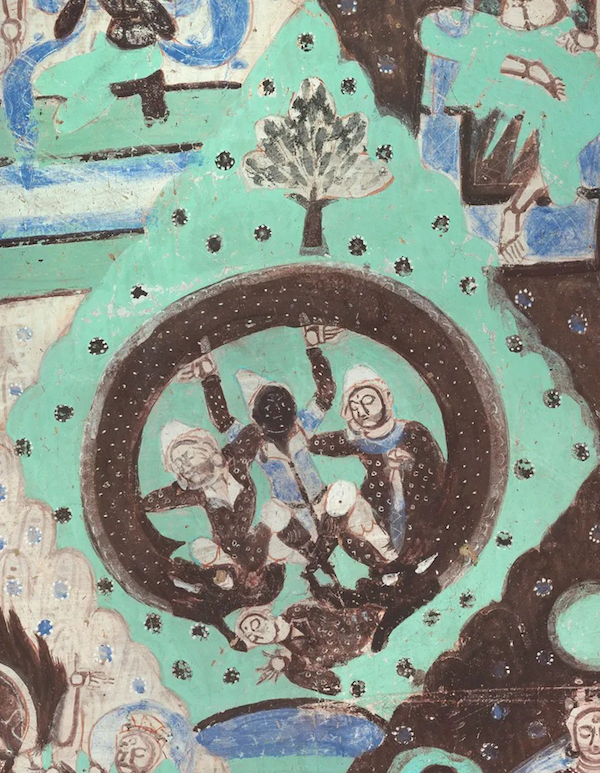
Двуглавый дракон, захвативший торговцев, пещера 17
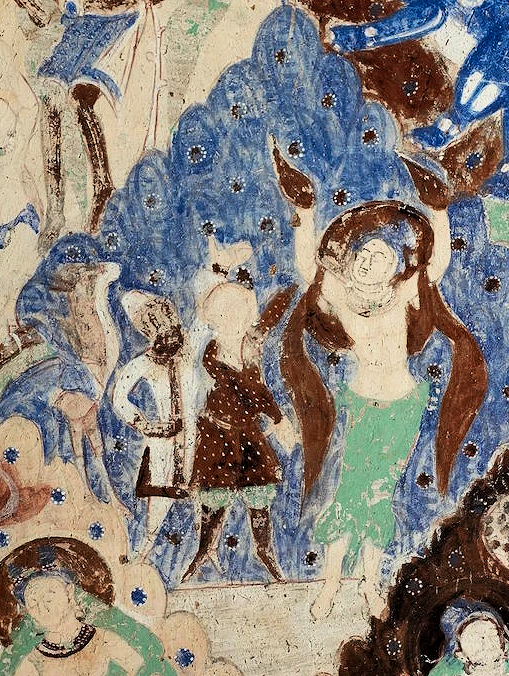
Саб ведёт 500 торговцев, Кизилская пещера 17
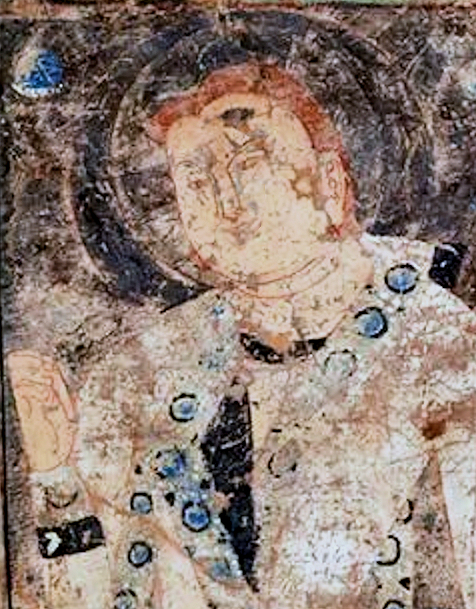
Один из меченосцев в кафтане с правым отворотом
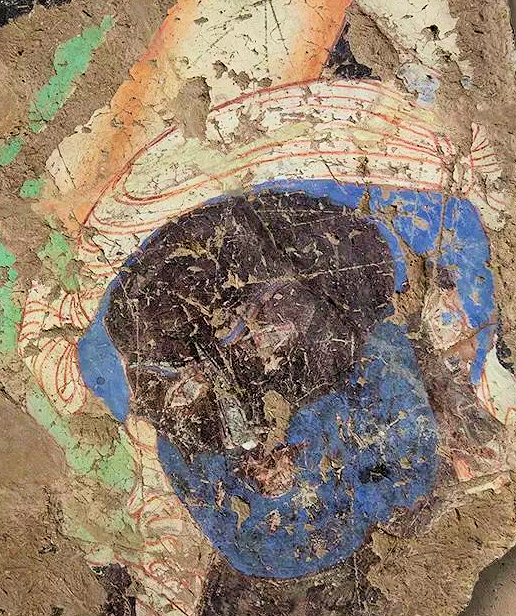
Мужчина в тюрбане с боковой стены главной целлы
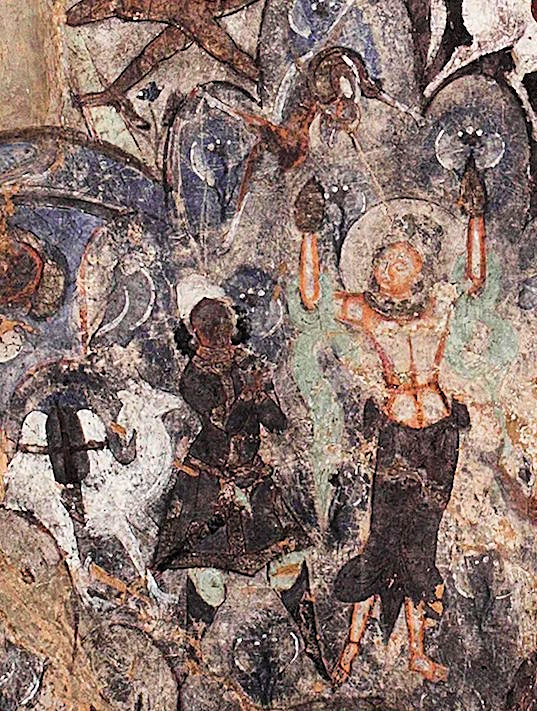
Саб ведёт к торговцу с верблюдом
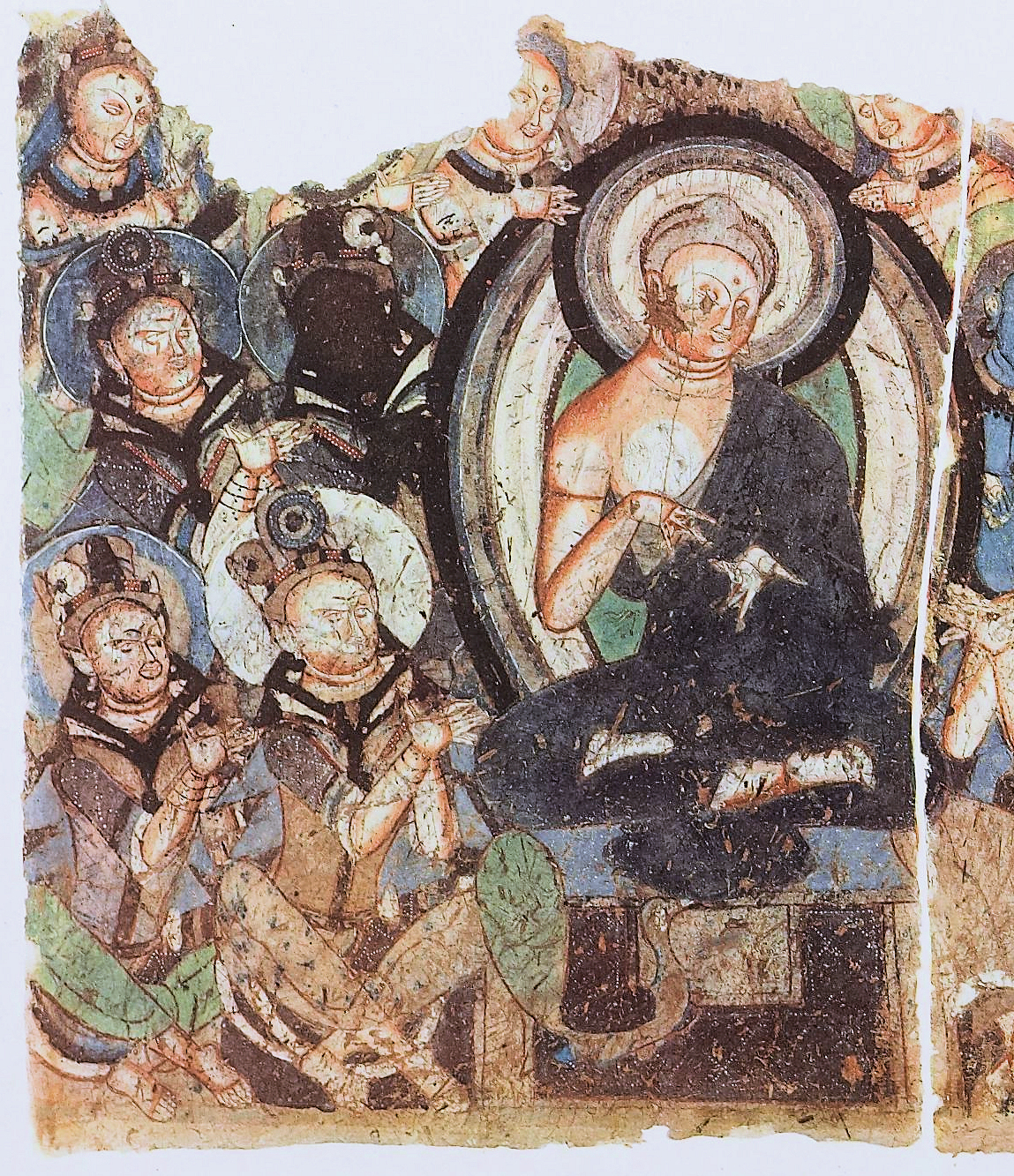
Будда и служители
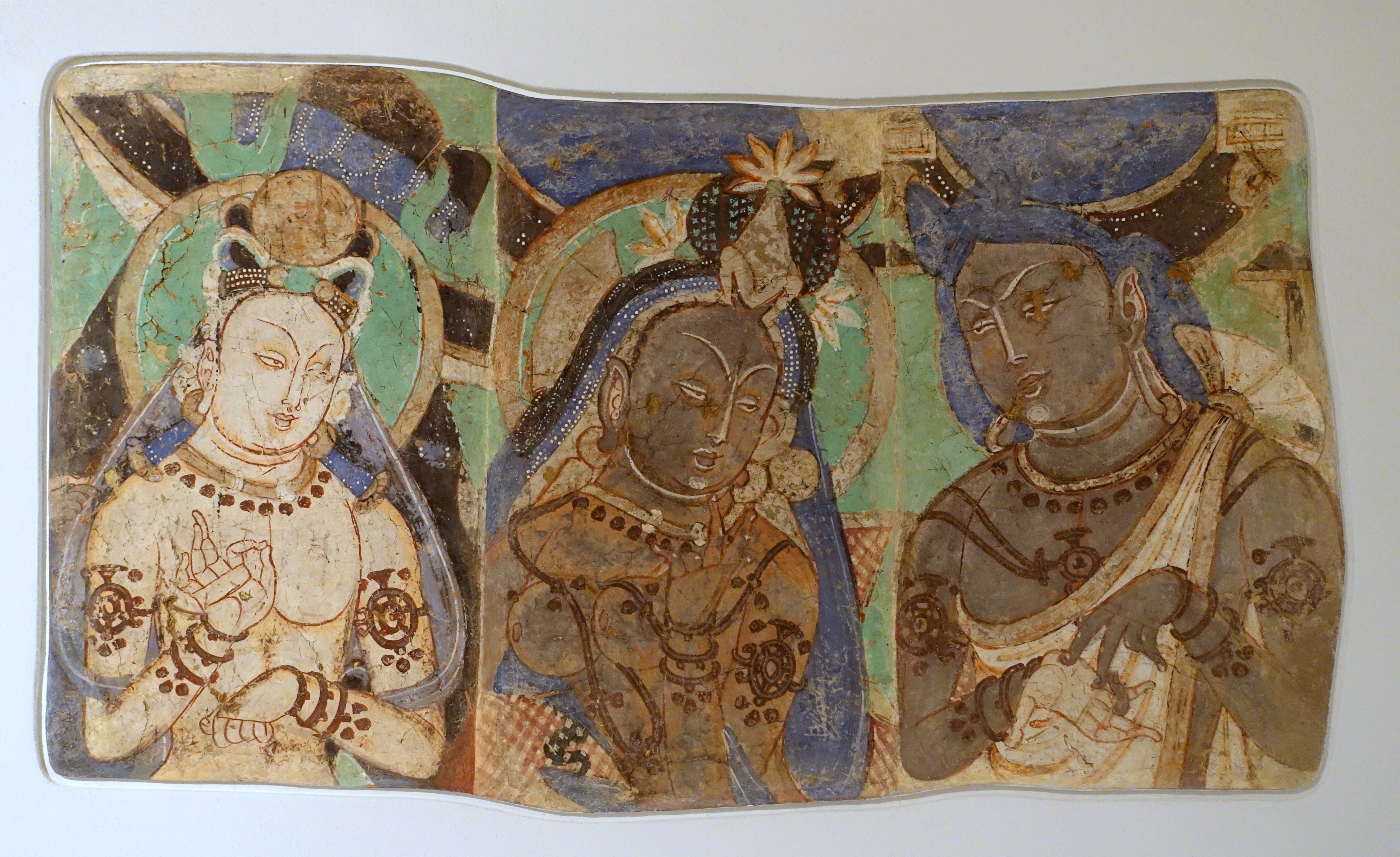
Король Аджатасару, его королева и его министр Варшакара, Кизил, пещера Майя (пещера 224)
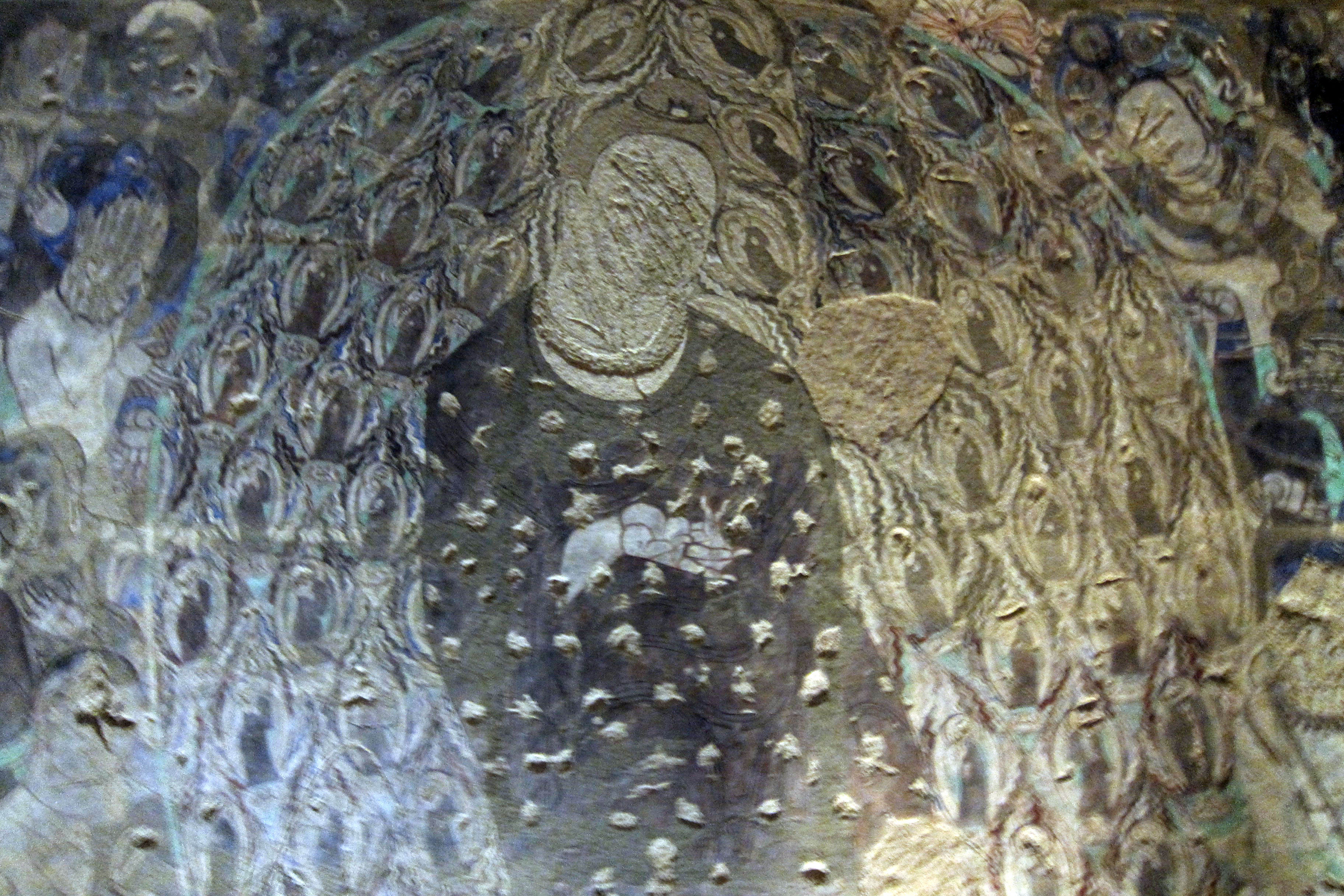
Будда с его тысячей эманаций
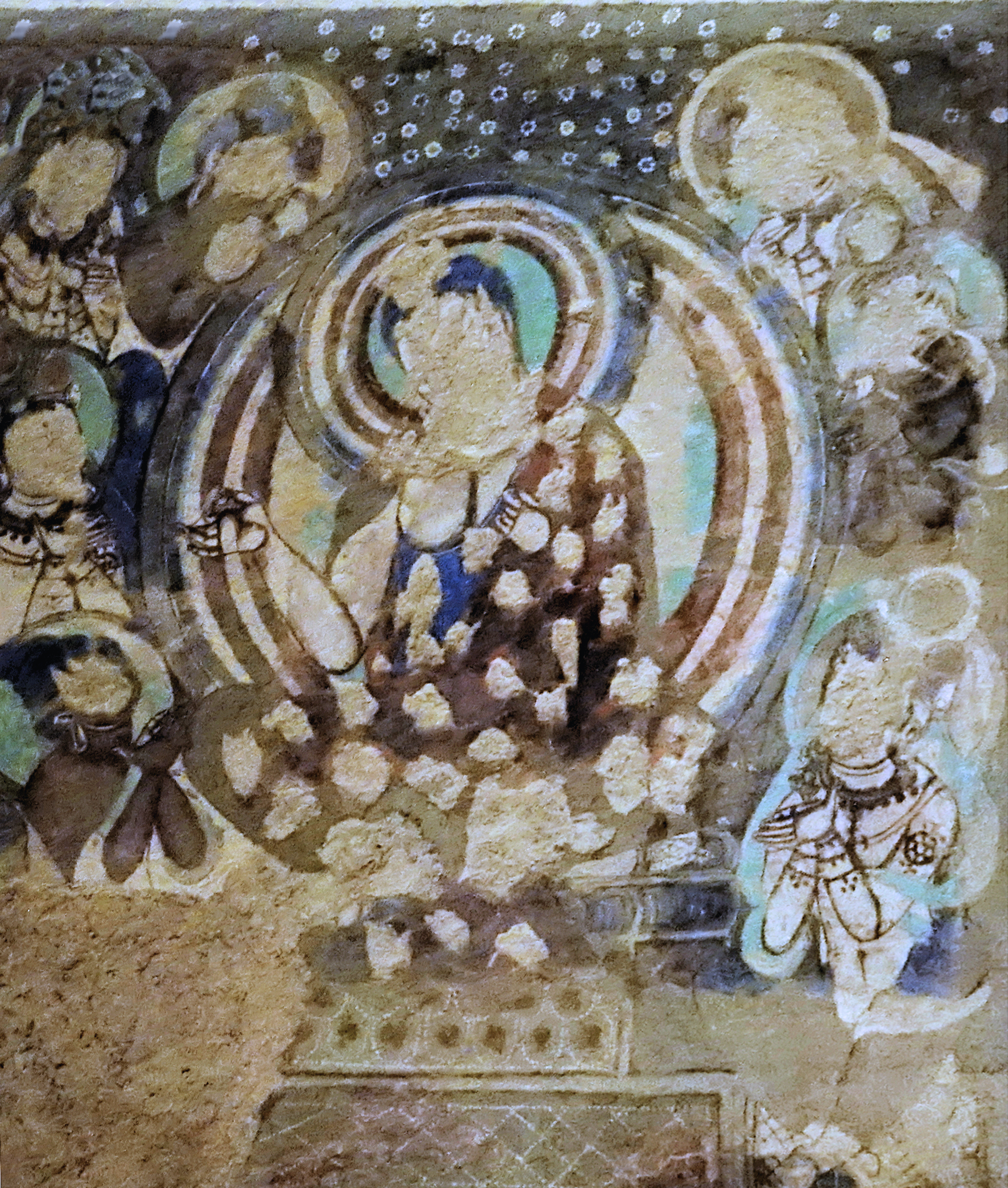
Входная стена, Проповедь Будды
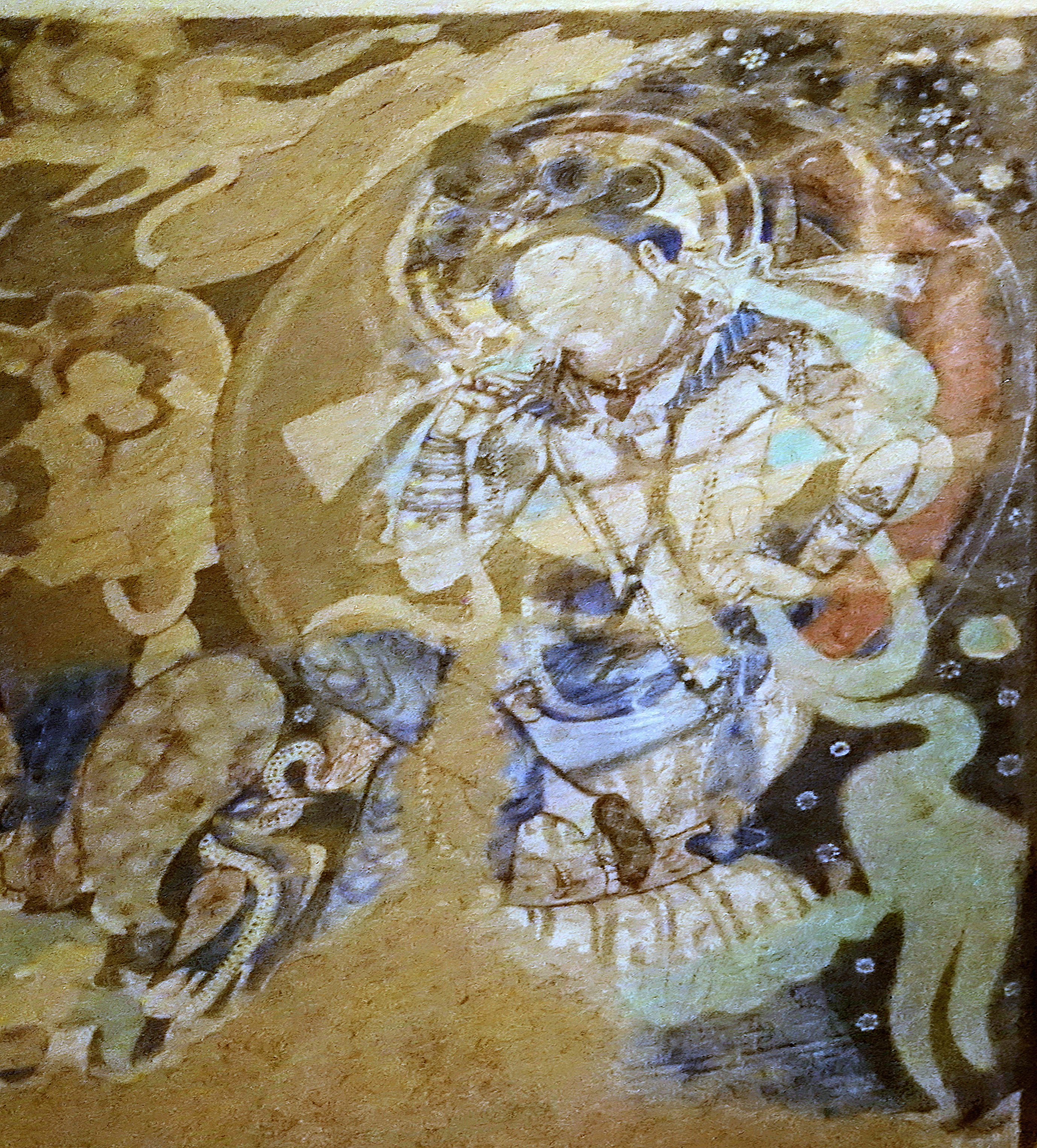
Бодхисаттва над нишей
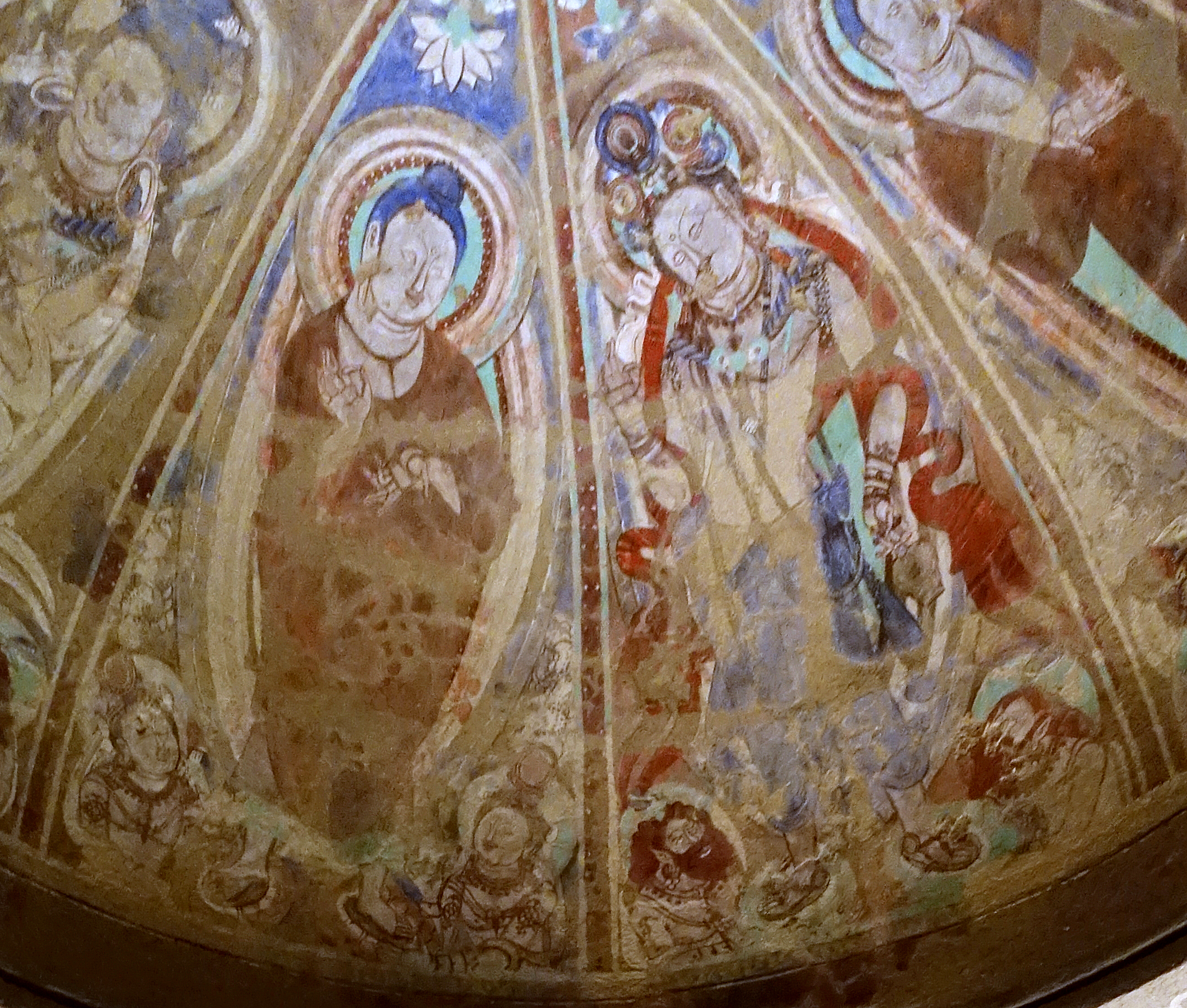
Пещера 123, деталь купола
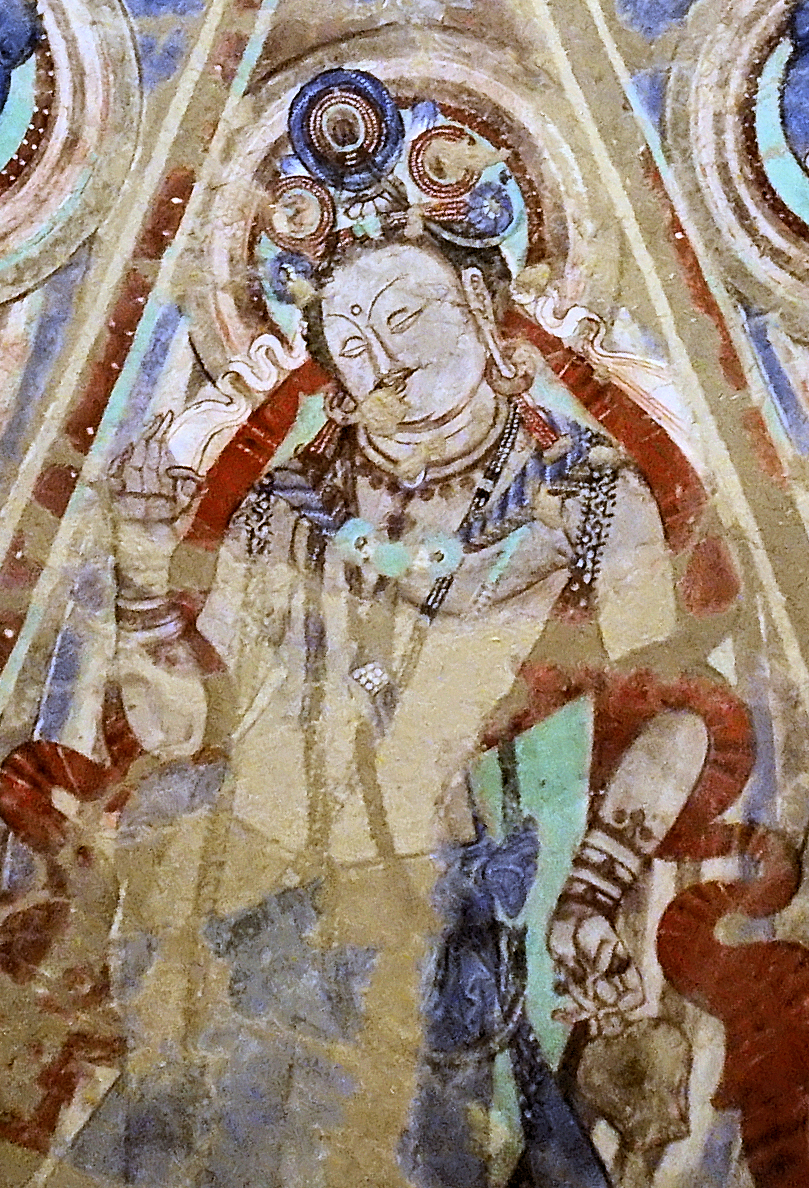
Пещера 123, деталь купола
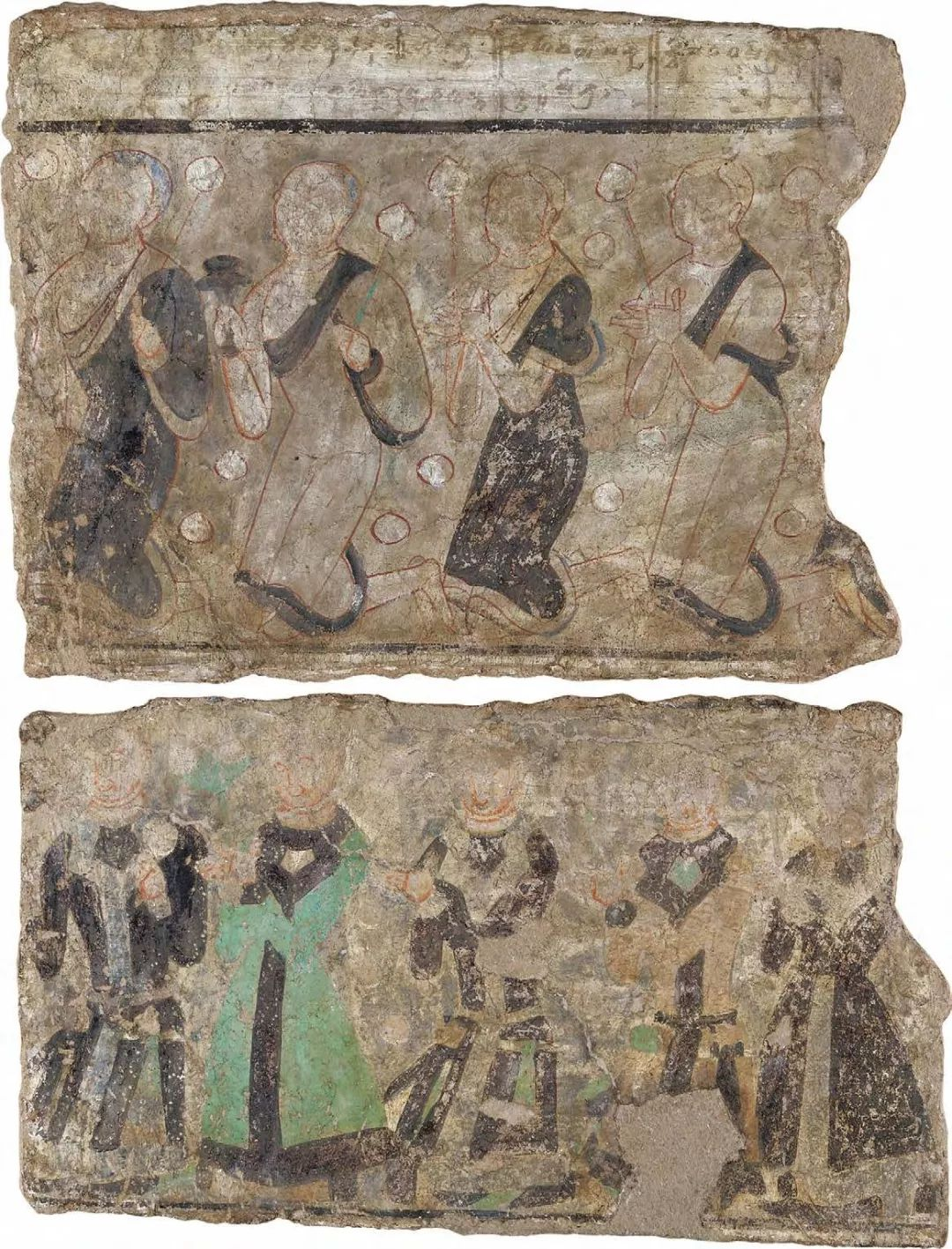
Монахи и доноры, пещера 186
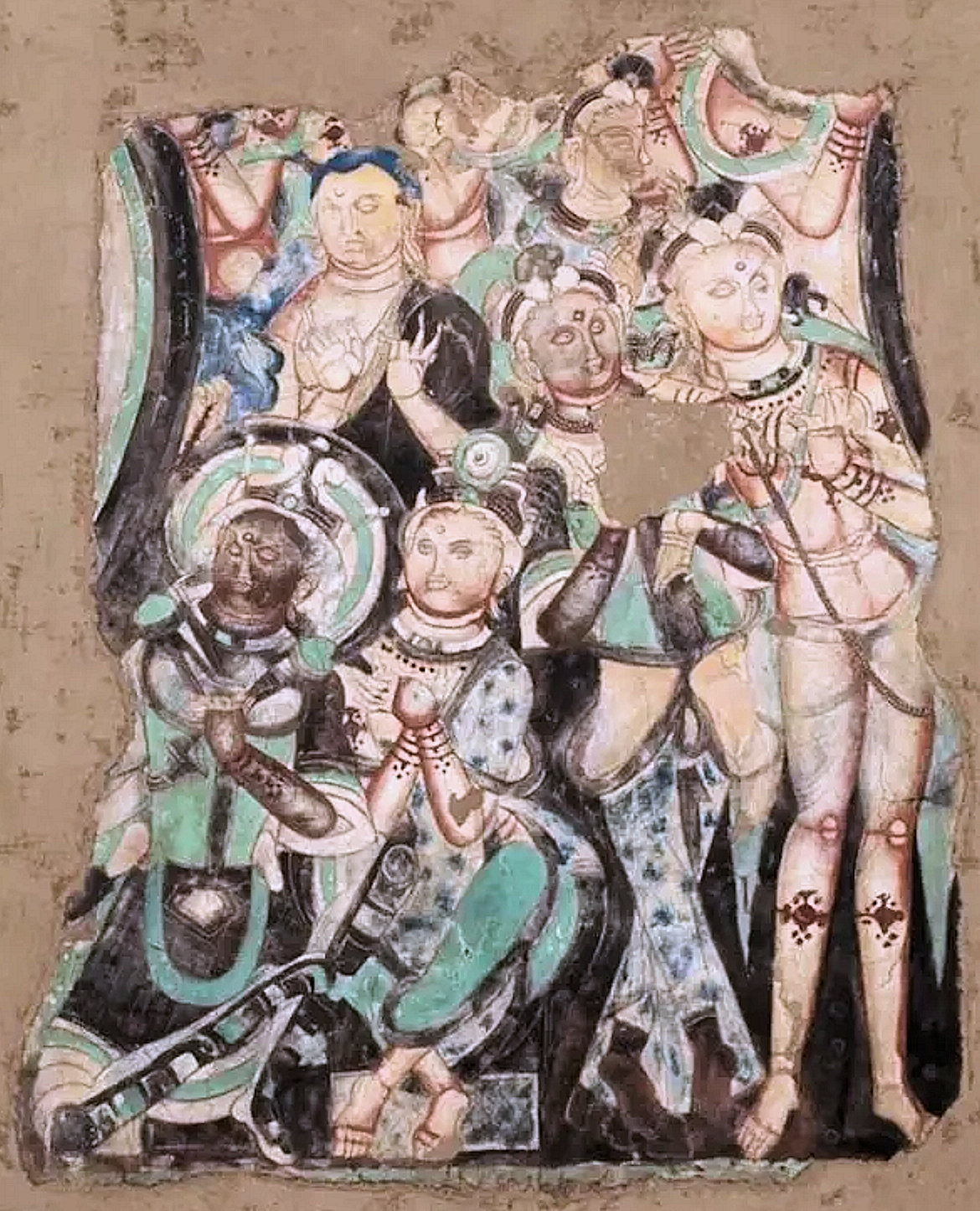
Пещера 186, группа
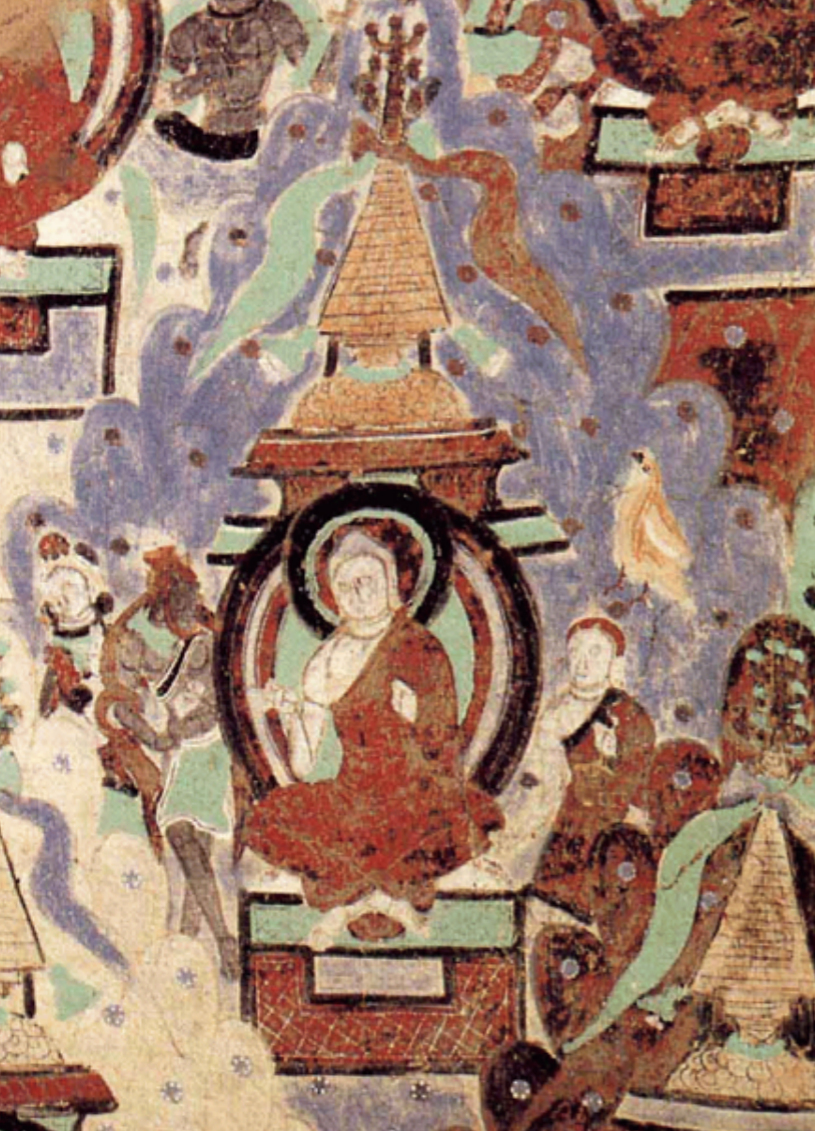
Пещера 186
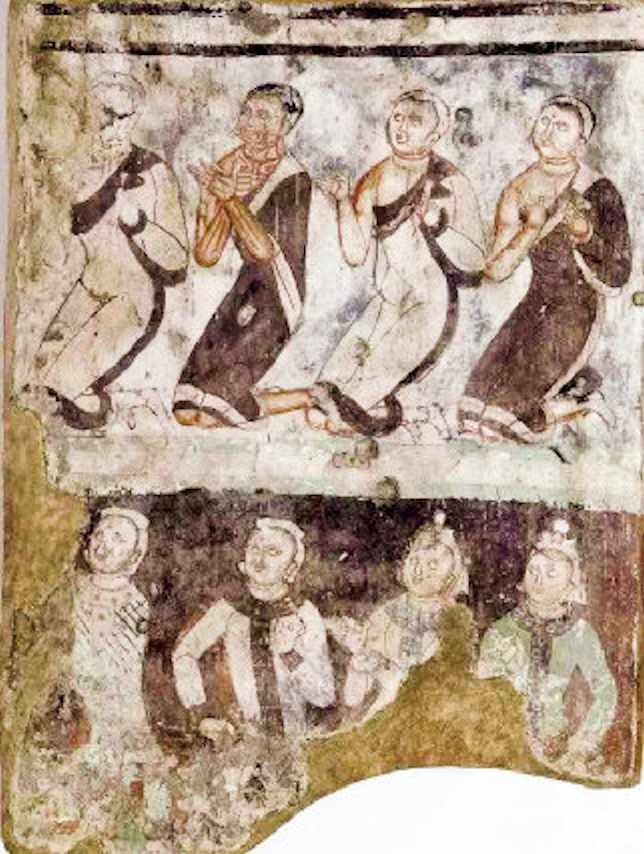
Монахи и верующие, пещера 184
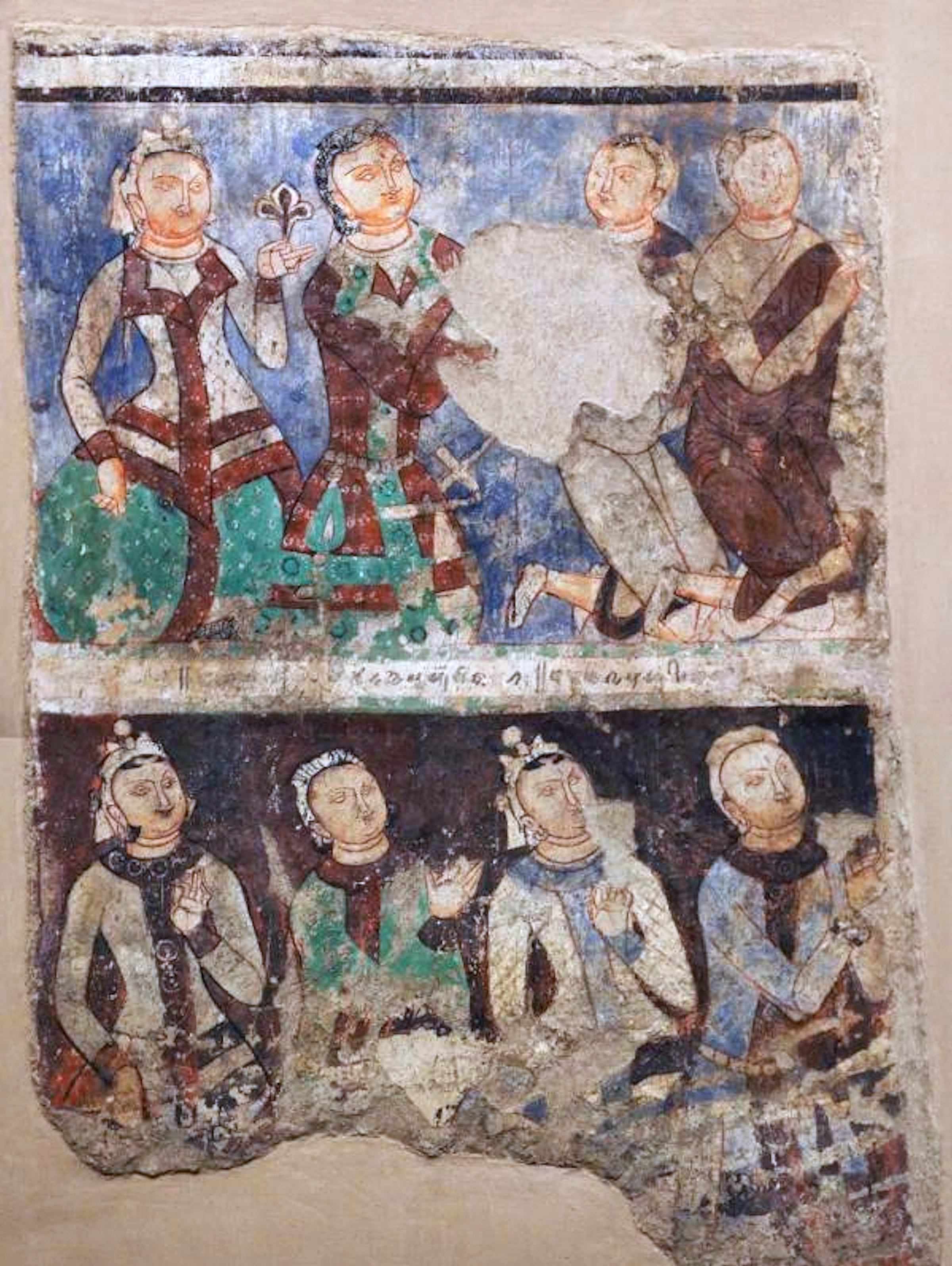
Верующие, пещера 184